# Russia ai Giochi della XXX Olimpiade
La Russia ha partecipato ai Giochi della XXX Olimpiade di Londra che si sono svolti dal 27 luglio al 12 agosto 2012.
Gli atleti della delegazione russa sono stati 436 (208 uomini e 228 donne), in 24 discipline. La portabandiera durante la cerimonia di apertura è stata la tennista Marija Šarapova. Alla cerimonia di chiusura la portabandiera è stata Anastasija Davydova.
La Russia ha ottenuto un totale di 82 medaglie (24 ori, 26 argenti e 32 bronzi), realizzando la quarta prestazione di sempre, e la quarta nel medagliere delle olimpiadi in corso.

## Medaglie
| Riepilogo quotidiano | Riepilogo quotidiano | Riepilogo quotidiano | Riepilogo quotidiano | Riepilogo quotidiano | Riepilogo quotidiano | Riepilogo quotidiano |
| -------------------- | -------------------- | -------------------- | -------------------- | -------------------- | -------------------- | -------------------- |
| Giorno               | Data                 |                      |                      |                      | Totale               |                      |
| 1°                   | 27                   | —                    | —                    | —                    | —                    |                      |
| 2°                   | 28                   | 1                    | 0                    | 0                    | 1                    |                      |
| 3°                   | 29                   | 0                    | 0                    | 3                    | 3                    |                      |
| 4°                   | 30                   | 1                    | 0                    | 0                    | 1                    |                      |
| 5°                   | 31                   | 0                    | 2                    | 1                    | 3                    |                      |
| 6°                   | 1                    | 0                    | 2                    | 1                    | 3                    |                      |
| 7°                   | 2                    | 1                    | 2                    | 3                    | 6                    |                      |
| 8°                   | 3                    | 0                    | 6                    | 0                    | 6                    |                      |
| 9°                   | 4                    | 0                    | 3                    | 2                    | 5                    |                      |
| 10°                  | 5                    | 1                    | 1                    | 5                    | 7                    |                      |
| 11°                  | 6                    | 3                    | 1                    | 3                    | 7                    |                      |
| 12°                  | 7                    | 3                    | 1                    | 2                    | 6                    |                      |
| 13°                  | 8                    | 1                    | 1                    | 2                    | 4                    |                      |
| 14°                  | 9                    | 1                    | 2                    | 1                    | 4                    |                      |
| 15°                  | 10                   | 3                    | 0                    | 4                    | 7                    |                      |
| 16°                  | 11                   | 6                    | 4                    | 5                    | 15                   |                      |
| 17°                  | 12                   | 3                    | 0                    | 1                    | 4                    |                      |
| Totale               | Totale               | 24                   | 26                   | 32                   | 82                   |                      |

### Medagliere per discipline
| Sport                | Oro | Argento | Bronzo | Totale |
| -------------------- | --- | ------- | ------ | ------ |
| Atletica             | 8   | 5       | 5      | 18     |
| Judo                 | 3   | 1       | 1      | 5      |
| Lotta libera         | 2   | 1       | 3      | 6      |
| Lotta greco-romana   | 2   | 1       | 2      | 5      |
| Ginnastica ritmica   | 2   | 1       | 0      | 3      |
| Nuoto sincronizzato  | 2   | 0       | 0      | 2      |
| Ginnastica artistica | 1   | 4       | 4      | 9      |
| Pugilato             | 1   | 2       | 3      | 6      |
| Tuffi                | 1   | 1       | 0      | 2      |
| Canoa                | 1   | 0       | 2      | 3      |
| Pallavolo            | 1   | 0       | 0      | 1      |
| Sollevamento pesi    | 0   | 5       | 1      | 6      |
| Nuoto                | 0   | 2       | 2      | 4      |
| Scherma              | 0   | 2       | 1      | 3      |
| Tennis               | 0   | 1       | 1      | 2      |
| Taekwondo            | 0   | 0       | 2      | 2      |
| Ciclismo su strada   | 0   | 0       | 2      | 2      |
| Tiro a volo          | 0   | 0       | 1      | 1      |
| Badminton            | 0   | 0       | 1      | 1      |
| Pallacanestro        | 0   | 0       | 1      | 1      |
| Totale               | 24  | 26      | 32     | 82     |

### Medagliati

#### Medaglie d'oro
| Medaglia                                                                                     | Nome | Sport                | Evento                        | Data      |
| -------------------------------------------------------------------------------------------- | --- | -------------------- | ----------------------------- | --------- |
| Oro                                                                                          | Arsen Galstjan | Judo                 | -60 kg maschile               | 28 luglio |
| Oro                                                                                          | Mansur Isaev | Judo                 | -73 kg maschile               | 30 luglio |
| Oro                                                                                          | Tagir Chajbulaev | Judo                 | -100 kg maschile              | 2 agosto  |
| Oro                                                                                          | Roman Vlasov | Lotta greco-romana   | -74 kg                        | 5 agosto  |
| Oro                                                                                          | Alija Mustafina | Ginnastica artistica | Parallele asimmetriche        | 6 agosto  |
| Oro                                                                                          | Alan Chugaev | Lotta greco-romana   | -84 kg                        | 6 agosto  |
| Oro                                                                                          | Julija Zaripova | Atletica leggera     | 3000 m siepi femminili        | 6 agosto  |
| Oro                                                                                          | Natal'ja Iščenko Svetlana Romašina | Nuoto sincronizzato  | Duo                           | 7 agosto  |
| Oro                                                                                          | Il'ja Zacharov | Tuffi                | Trampolino 3 m maschile       | 7 agosto  |
| Oro                                                                                          | Ivan Uchov | Atletica leggera     | Salto in alto maschile        | 7 agosto  |
| Oro                                                                                          | Natal'ja Antjuch | Atletica leggera     | 400 m ostacoli femminili      | 8 agosto  |
| Oro                                                                                          | Natal'ja Vorob'ëva | Lotta libera         | -72 kg femminile              | 9 agosto  |
| Oro                                                                                          | Anastasija Davydova Marija Gromova Natal'ja Iščenko Ėl'vira Chasjanova Dar'ja Korobova Aleksandra Packevič Svetlana Romašina Alla Šiškina Anželika Timanina                                                                                  | Nuoto sincronizzato  | Squadre                       | 10 agosto |
| Oro                                                                                          | Džamal Otarsultanov | Lotta libera         | -55 kg maschile               | 10 agosto |
| Oro                                                                                          | Tat'jana Lysenko | Atletica leggera     | Lancio del martello femminile | 10 agosto |
| Oro                                                                                          | Aleksej Korovaškov Il'ja Pervuchin | Canoa/kayak          | C2 1000 m maschile            | 11 agosto |
| Oro                                                                                          | Sergej Kirdjapkin | Atletica leggera     | Marcia 50 km                  | 11 agosto |
| Oro                                                                                          | Evgenija Kanaeva | Ginnastica ritmica   | Concorso individuale          | 11 agosto |
| Oro                                                                                          | Elena Lašmanova | Atletica leggera     | Marcia 20 km femminile        | 11 agosto |
| Oro                                                                                          | Marija Savinova | Atletica leggera     | 800 m femminili               | 11 agosto |
| Oro                                                                                          | Anna Čičerova | Atletica leggera     | Salto in alto femminile       | 11 agosto |
| Oro                                                                                          | Egor Mechoncev | Pugilato             | Pesi mediomassimi             | 12 agosto |
| Oro                                                                                          | Anastasija Bliznjuk Ul'jana Donskova Ksenija Dudkina Alina Makarenko Anastasija Nazarenko Karolina Sevast'janova | Ginnastica ritmica   | Concorso a squadre            | 12 agosto |
| Oro                                                                                          | Nazionale di pallavolo maschile \| Nikolaj Apalikov Taras Chtej Sergej Grankin Sergej Tetjuchin Aleksandr Sokolov Jurij Berežko \| Aleksandr But'ko Dmitrij Muserskij Dmitrij Il'inych Maksim Michajlov Aleksandr Volkov Aleksej Območaev \| | Pallavolo            | Torneo maschile               | 12 agosto |
| Nikolaj Apalikov Taras Chtej Sergej Grankin Sergej Tetjuchin Aleksandr Sokolov Jurij Berežko | Aleksandr But'ko Dmitrij Muserskij Dmitrij Il'inych Maksim Michajlov Aleksandr Volkov Aleksej Območaev |                      |                               |           |

#### Medaglie d'argento
| Medaglia | Nome | Sport                | Evento                         | Data      |
| -------- | --- | -------------------- | ------------------------------ | --------- |
| Argento  | Svetlana Carukaeva                                                                                            | Sollevamento pesi    | -63 kg femminile               | 31 luglio |
| Argento  | Ksenija Afanas'eva Anastasija Grišina Viktorija Komova Alija Mustafina Marija Paseka                          | Ginnastica artistica | Concorso a squadre             | 31 luglio |
| Argento  | Evgenij Kuznecov Il'ja Zacharov                                                                               | Tuffi                | Trampolino 3 m sincro maschile | 1º agosto |
| Argento  | Sofija Velikaja                                                                                               | Scherma              | Sciabola individuale femminile | 1º agosto |
| Argento  | Viktorija Komova                                                                                              | Ginnastica artistica | Concorso individuale femminile | 2 agosto  |
| Argento  | Aida Šanaeva Inna Deriglazova Kamilla Gafurzjanova Larisa Korobejnikova                                       | Scherma              | Fioretto a squadre femminile   | 2 agosto  |
| Argento  | Dmitrij Ušakov                                                                                                | Ginnastica           | Trampolino maschile            | 3 agosto  |
| Argento  | Aleksandr Michajlin                                                                                           | Judo                 | +100 kg maschile               | 3 agosto  |
| Argento  | Natal'ja Zabolotnaja                                                                                          | Sollevamento pesi    | -75 kg femminile               | 3 agosto  |
| Argento  | Anastasija Zueva                                                                                              | Nuoto                | 200 m dorso femminili          | 3 agosto  |
| Argento  | Evgenij Korotyškin                                                                                            | Nuoto                | 100 m farfalla maschili        | 3 agosto  |
| Argento  | Apti Auchadov                                                                                                 | Sollevamento pesi    | -85 kg maschile                | 3 agosto  |
| Argento  | Marija Šarapova                                                                                               | Tennis               | Singolare femminile            | 4 agosto  |
| Argento  | Aleksandr Ivanov                                                                                              | Sollevamento pesi    | -94 kg maschile                | 4 agosto  |
| Argento  | Dar'ja Piščal'nikova                                                                                          | Atletica leggera     | Lancio del disco femminile     | 4 agosto  |
| Argento  | Tat'jana Kaširina                                                                                             | Sollevamento pesi    | +75 kg femminile               | 5 agosto  |
| Argento  | Denis Abljazin                                                                                                | Ginnastica artistica | Volteggio maschile             | 6 agosto  |
| Argento  | Evgenija Kolodko                                                                                              | Atletica leggera     | Getto del peso femminile       | 6 agosto  |
| Argento  | Rustam Totrov                                                                                                 | Lotta greco-romana   | -96 kg                         | 7 agosto  |
| Argento  | Elena Sokolova                                                                                                | Atletica leggera     | Salto in lungo femminile       | 8 agosto  |
| Argento  | Sof'ja Očigava                                                                                                | Pugilato             | Pesi leggeri femminile         | 9 agosto  |
| Argento  | Nadežda Torlopova                                                                                             | Pugilato             | Pesi medi femminile            | 9 agosto  |
| Argento  | Dar'ja Dmitrieva                                                                                              | Ginnastica ritmica   | Concorso individuale           | 11 agosto |
| Argento  | Ol'ga Kanis'kina                                                                                              | Atletica leggera     | Marcia 20 km femminile         | 11 agosto |
| Argento  | Besik Kuduchov                                                                                                | Lotta libera         | -60 kg maschile                | 11 agosto |
| Argento  | Natal'ja Antjuch Tat'jana Firova Julija Guščina Anastasija Kapačinskaja Antonina Krivošapka Natal'ja Nazarova | Atletica leggera     | Staffetta 4×400 m femminile    | 11 agosto |

#### Medaglie di bronzo
| Medaglia                                                                             | Nome | Sport                | Evento                         | Data      |
| ------------------------------------------------------------------------------------ | --- | -------------------- | ------------------------------ | --------- |
| Bronzo                                                                               | Nikolaj Kovalëv | Scherma              | Sciabola individuale maschile  | 29 luglio |
| Bronzo                                                                               | Sergej Fesikov Andrej Grečin Danila Izotov Evgenij Lagunov Nikita Lobincev Vladimir Morozov | Nuoto                | 4×100 m stile libero maschile  | 29 luglio |
| Bronzo                                                                               | Ol'ga Zabelinskaja | Ciclismo             | Corsa in linea femminile       | 29 luglio |
| Bronzo                                                                               | Ivan Nifontov | Judo                 | -81 kg maschile                | 31 luglio |
| Bronzo                                                                               | Ol'ga Zabelinskaja | Ciclismo             | Cronometro femminile           | 1º agosto |
| Bronzo                                                                               | Vasilij Mosin | Tiro                 | Double trap                    | 2 agosto  |
| Bronzo                                                                               | Alija Mustafina | Ginnastica artistica | Concorso individuale femminile | 2 agosto  |
| Bronzo                                                                               | Julija Efimova | Nuoto                | 200 m rana femminili           | 2 agosto  |
| Bronzo                                                                               | Valerija Sorokina Nina Vislova | Badminton            | Doppio femminile               | 4 agosto  |
| Bronzo                                                                               | Tat'jana Černova | Atletica leggera     | Eptathlon                      | 4 agosto  |
| Bronzo                                                                               | Tat'jana Petrova-Archipova | Atletica leggera     | Maratona femminile             | 5 agosto  |
| Bronzo                                                                               | Denis Abljazin | Ginnastica artistica | Corpo libero maschile          | 5 agosto  |
| Bronzo                                                                               | Marija Paseka | Ginnastica artistica | Volteggio femminile            | 5 agosto  |
| Bronzo                                                                               | Marija Kirilenko Nadia Petrova | Tennis               | Doppio femminile               | 5 agosto  |
| Bronzo                                                                               | Mingijan Semënov | Lotta greco-romana   | -55 kg                         | 5 agosto  |
| Bronzo                                                                               | Zaur Kuramagomedov | Lotta greco-romana   | -60 kg                         | 6 agosto  |
| Bronzo                                                                               | Elena Isinbaeva | Atletica leggera     | Salto con l'asta femminile     | 6 agosto  |
| Bronzo                                                                               | Alija Mustafina | Ginnastica artistica | Corpo libero femminile         | 7 agosto  |
| Bronzo                                                                               | Ruslan Albegov | Sollevamento pesi    | +105 kg maschile               | 7 agosto  |
| Bronzo                                                                               | Ljubov' Volosova | Lotta libera         | -63 kg femminile               | 8 agosto  |
| Bronzo                                                                               | Aleksej Denisenko | Taekwondo            | -58 kg maschile                | 8 agosto  |
| Bronzo                                                                               | Aleksej Korovaškov Il'ja Pervuchin | Canoa/kayak          | C-2 1000 m maschile            | 9 agosto  |
| Bronzo                                                                               | David Ajrapetjan | Pugilato             | Pesi mosca leggeri             | 10 agosto |
| Bronzo                                                                               | Denis Carguš | Lotta libera         | -74 kg maschile                | 10 agosto |
| Bronzo                                                                               | Michail Alojan | Pugilato             | Pesi mosca maschile            | 10 agosto |
| Bronzo                                                                               | Andrej Zamkovoj | Pugilato             | Pesi welter                    | 10 agosto |
| Bronzo                                                                               | Ivan Štyl' | Canoa/kayak          | C-1 200 m maschile             | 11 agosto |
| Bronzo                                                                               | Ekaterina Poistogova | Atletica leggera     | 800 m femminili                | 11 agosto |
| Bronzo                                                                               | Biljal Machov | Lotta libera         | -120 kg maschile               | 11 agosto |
| Bronzo                                                                               | Svetlana Školina | Atletica leggera     | Salto in alto femminile        | 11 agosto |
| Bronzo                                                                               | Anastasija Baryšnikova | Taekwondo            | +67 kg femminile               | 11 agosto |
| Bronzo                                                                               | Nazionale di pallacanestro maschile \| Aleksej Šved Timofej Mozgov Sergej Karasëv Vitalij Fridzon Saša Kaun Evgenij Voronov \| Viktor Chrjapa Semën Antonov Sergej Monja Dmitrij Chvostov Anton Ponkrašov Andrej Kirilenko \| | Pallacanestro        | Torneo maschile                | 12 agosto |
| Aleksej Šved Timofej Mozgov Sergej Karasëv Vitalij Fridzon Saša Kaun Evgenij Voronov | Viktor Chrjapa Semën Antonov Sergej Monja Dmitrij Chvostov Anton Ponkrašov Andrej Kirilenko |                      |                                |           |

## Atletica leggera
| Q | Qualificato al turno successivo per la posizione in qualificazione                                                           |
| q | Qualificato per il turno successivo per ripescaggio o, negli eventi su campo, conquistando la misura minima per qualificarsi |

### Maschile
Eventi di corsa su pista e strada
| Atleta                                                        | Evento            | Batteria  | Batteria  | Semifinale      | Semifinale      | Finale          | Finale          |
| Atleta                                                        | Evento            | Risultato | Posizione | Risultato       | Posizione       | Risultato       | Posizione       |
| ------------------------------------------------------------- | ----------------- | --------- | --------- | --------------- | --------------- | --------------- | --------------- |
| Grigorij Andreev                                              | Maratona          | N.D.      | N.D.      | N.D.            | N.D.            | 2h 18'20"       | 37°             |
| Sergej Bakulin                                                | Marcia 50 km      | N.D.      | N.D.      | N.D.            | N.D.            | 3h 38'55"       | 6°              |
| Valerij Borčin                                                | Marcia 20 km      | N.D.      | N.D.      | N.D.            | N.D.            | DNF             | DNF             |
| Jurij Borzakovskij                                            | 800 m             | 1'46"29   | 5° q      | 1'45"09         | 5°              | non qualificato | non qualificato |
| Nikolaj Čavkin                                                | 3000 m siepi      | 8'29"72   | 5°        | N.D.            | N.D.            | non qualificato | non qualificato |
| Aleksej Drёmin                                                | 110 m ostacoli    | 13"75     | 7°        | non qualificato | non qualificato | non qualificato | non qualificato |
| Maksim Dyldin                                                 | 400 m             | 45"52     | 3° Q      | 45"39           | 5°              | non qualificato | non qualificato |
| Igor' Erochin                                                 | Marcia 50 km      | N.D.      | N.D.      | N.D.            | N.D.            | 3h 37'54"       | 5°              |
| Vladimir Kanajkin                                             | Marcia 20 km      | N.D.      | N.D.      | N.D.            | N.D.            | DSQ             | DSQ             |
| Sergej Kirdjapkin                                             | Marcia 50 km      | N.D.      | N.D.      | N.D.            | N.D.            | 3h 35'59"       |                 |
| Andrej Krivov                                                 | Marcia 20 km      | N.D.      | N.D.      | N.D.            | N.D.            | 1h 24'17"       | 37°             |
| Egor Nikolaev                                                 | 1500 m            | 3'38"92   | 11° q     | 3'37"28         | 10°             | non qualificato | non qualificato |
| Aleksej Reunkov                                               | Maratona          | N.D.      | N.D.      | N.D.            | N.D.            | 2h 13'49"       | 14°             |
| Konstantin Šabanov                                            | 110 m ostacoli    | 13"63     | 3° Q      | 13"65           | 8°              | non qualificato | non qualificato |
| Dmitrij Safronov                                              | Maratona          | N.D.      | N.D.      | N.D.            | N.D.            | 2h 16'04"       | 23°             |
| Vjačeslav Sakaev                                              | 400 m ostacoli    | 50"36     | 7°        | non qualificato | non qualificato | non qualificato | non qualificato |
| Sergej Šubenkov                                               | 110 m ostacoli    | 13"26     | 1° Q      | 13"41           | 6°              | non qualificato | non qualificato |
| Pavel Trenichin                                               | 400 m             | 45"00     | 3° Q      | 45"35           | 7°              | non qualificato | non qualificato |
| Ivan Tuchtačёv                                                | 800 m             | 1'49"77   | 6°        | non qualificato | non qualificato | non qualificato | non qualificato |
| Denis Alekseev Maksim Dyldin Vladimir Krasnov Pavel Trenichin | Staffetta 4×400 m | 3'02"01   | 3° Q      | N.D.            | N.D.            | 3'00"09         | 5°              |

Eventi su campo
| Atleta              | Evento                 | Qualifica | Qualifica | Finale          | Finale          |
| Atleta              | Evento                 | Distanza  | Posizione | Distanza        | Posizione       |
| ------------------- | ---------------------- | --------- | --------- | --------------- | --------------- |
| Ljukman Adams       | Salto triplo           | 16,88 m   | 6° q      | 16,78 m         | 9°              |
| Soslan Cirichov     | Getto del peso         | 20,17 m   | 13°       | non qualificato | non qualificato |
| Kirill Ikonnikov    | Lancio del martello    | 76,85 m   | 6° q      | 77,86 m         | 5°              |
| Il'ja Korotkov      | Lancio del giavellotto | 75,68 m   | 33°       | non qualificato | non qualificato |
| Sergej Kučerjanu    | Salto con l'asta       | 5,50 m    | 16°       | non qualificato | non qualificato |
| Evgenij Luk'janenko | Salto con l'asta       | 5,60 m    | 4° q      | 5,75 m          | 5°              |
| Aleksandr Men'kov   | Salto in lungo         | 8,09 m    | 3° q      | 7,78 m          | 11°             |
| Sergej Morgunov     | Salto in lungo         | 7,87 m    | 16°       | non qualificato | non qualificato |
| Aleksandr Petrov    | Salto in lungo         | 7,89 m    | 15°       | non qualificato | non qualificato |
| Bogdan Piščal'nikov | Lancio del disco       | 63,15 m   | 15°       | non qualificato | non qualificato |
| Maksim Sidorov      | Getto del peso         | 20,40 m   | 10° q     | 20,41 m         | 11°             |
| Andrej Sil'nov      | Salto in alto          | 2,26 m    | 8° q      | 2,25 m          | 12°             |
| Dmitrij Starodubcev | Salto con l'asta       | 5,60 m    | 7° q      | 5,75 m          | 4°              |
| Aleksandr Šustov    | Salto in alto          | 2,26 m    | 16°       | non qualificato | non qualificato |
| Ivan Uchov          | Salto in alto          | 2,29 m    | 2° q      | 2,38 m          |                 |
| Aleksej Zagornyj    | Lancio del martello    | 72,52 m   | 23°       | non qualificato | non qualificato |

Eventi combinati
| Atleta          | Evento    |           | 100 m | SL     | LP      | SA     | 400 m | 110H  | LD      | SAT    | LG      | 1500 m  | Finale | Posizione |
| --------------- | --------- | --------- | ----- | ------ | ------- | ------ | ----- | ----- | ------- | ------ | ------- | ------- | ------ | --------- |
| Il'ja Škurenёv  | Decathlon | Risultato | 11"01 | 7,25 m | 12,89 m | 2,02 m | 49"81 | 14"39 | 43,51 m | 5,10 m | 53,81 m | 4'42"80 | 7948   | 16°       |
| Il'ja Škurenёv  | Decathlon | Punti     | 858   | 874    | 661     | 822    | 823   | 925   | 736     | 941    | 645     | 663     | 7948   | 16°       |
| Sergej Sviridov | Decathlon | Risultato | 10"78 | 7,45 m | 14,42 m | 1,99 m | 48"91 | 15"42 | 47,43 m | 4,60 m | 68,42 m | 4'36"63 | 8219   | 8°        |
| Sergej Sviridov | Decathlon | Punti     | 910   | 922    | 754     | 794    | 866   | 799   | 817     | 790    | 865     | 702     | 8219   | 8°        |

### Femminile

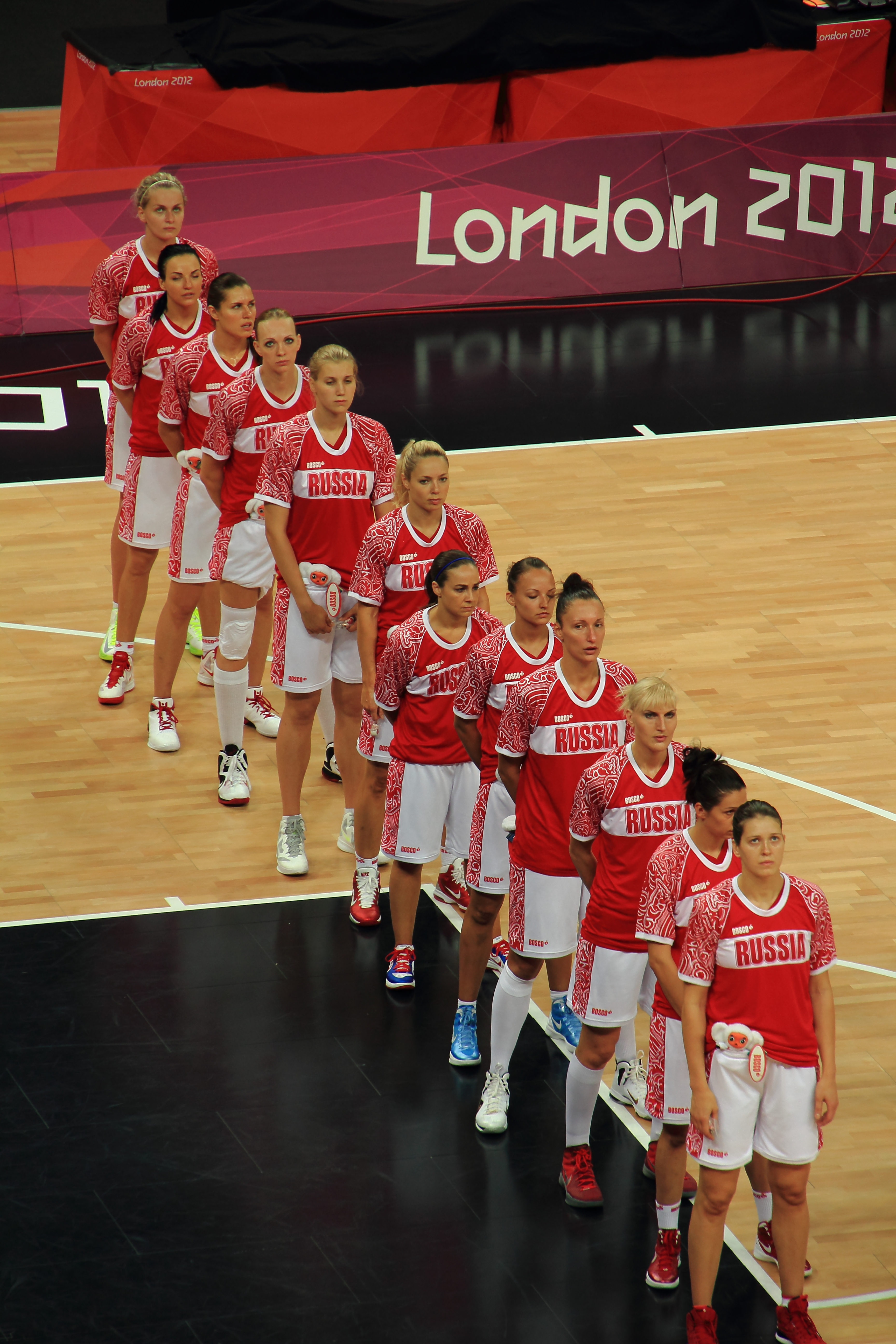
La squadra russa canta l'inno nazionale prima della partita contro l'Australia.

Eventi di corsa su pista e strada
| Atleta | Evento            | Batteria  | Batteria  | Quarti di finale | Quarti di finale | Semifinale      | Semifinale      | Finale          | Finale          |
| Atleta | Evento            | Risultato | Posizione | Risultato        | Posizione        | Risultato       | Posizione       | Risultato       | Posizione       |
| --- | ----------------- | --------- | --------- | ---------------- | ---------------- | --------------- | --------------- | --------------- | --------------- |
| Natal'ja Antjuch                                                                                              | 400 m ostacoli    | 53"90     | 1ª Q      | N.D.             | N.D.             | 53"33           | 1ª Q            | 52"70           |                 |
| Elena Aržakova                                                                                                | 800 m             | 2'08"39   | 2ª Q      | N.D.             | N.D.             | 1'58"13         | 2ª Q            | 1'59"21         | 6ª              |
| Ol'ga Belkina                                                                                                 | 100 m             | Bye       | Bye       | 11"38            | 4ª               | non qualificata | non qualificata | non qualificata | non qualificata |
| Elena Čurakova                                                                                                | 400 m ostacoli    | 55"26     | 3ª Q      | N.D.             | N.D.             | 55"70           | 3ª              | non qualificata | non qualificata |
| Irina Davydova                                                                                                | 400 m ostacoli    | 55"55     | 3ª Q      | N.D.             | N.D.             | 55"86           | 5ª              | non qualificata | non qualificata |
| Tat'jana Dektjarёva                                                                                           | 100 m ostacoli    | 12"87     | 2ª Q      | N.D.             | N.D.             | 12"75           | 4ª              | non qualificata | non qualificata |
| Aleksandra Fedoriva                                                                                           | 200 m             | 22"61     | 2ª Q      | N.D.             | N.D.             | 22"65           | 3ª              | non qualificata | non qualificata |
| Ekaterina Galickaja                                                                                           | 100 m ostacoli    | 12"89     | 3ª Q      | N.D.             | N.D.             | 12"90           | 5ª              | non qualificata | non qualificata |
| Ol'ga Golovkina                                                                                               | 5000 m            | 15'05"26  | 4ª Q      | N.D.             | N.D.             | N.D.            | N.D.            | 15'15"88        | 9ª              |
| Elizaveta Grečišnikova                                                                                        | 10000 m           | N.D.      | N.D.      | N.D.             | N.D.             | N.D.            | N.D.            | 32'11"32        | 19ª             |
| Julija Guščina                                                                                                | 400 m             | 51"54     | 2ª Q      | N.D.             | N.D.             | 51"66           | 4ª              | non qualificata | non qualificata |
| Ol'ga Kanis'kina                                                                                              | Marcia 20 km      | N.D.      | N.D.      | N.D.             | N.D.             | N.D.            | N.D.            | 1h 25'09"       |                 |
| Anisja Kirdjapkina                                                                                            | Marcia 20 km      | N.D.      | N.D.      | N.D.             | N.D.             | N.D.            | N.D.            | 1h 26'26"       | 5ª              |
| Julija Kondakova                                                                                              | 100 m ostacoli    | 13"10     | 4ª q      | N.D.             | N.D.             | 13"13           | 6ª              | non qualificata | non qualificata |
| Ekaterina Kosteckaja                                                                                          | 1500 m            | 4'06"94   | 4ª Q      | N.D.             | N.D.             | 4'05"32         | 2ª Q            | 4'12"90         | 9ª              |
| Antonina Krivošapka                                                                                           | 400 m             | 50"75     | 1ª Q      | N.D.             | N.D.             | 49"81           | 1ª Q            | 50"17           | 6ª              |
| Elena Lašmanova                                                                                               | Marcia 20 km      | N.D.      | N.D.      | N.D.             | N.D.             | N.D.            | N.D.            | 1h 25'02"       |                 |
| Ekaterina Martynova                                                                                           | 1500 m            | 4'13"86   | 7ª        | N.D.             | N.D.             | non qualificata | non qualificata | non qualificata | non qualificata |
| Al'bina Majorova                                                                                              | Maratona          | N.D.      | N.D.      | N.D.             | N.D.             | N.D.            | N.D.            | 2h 25'38"       | 9ª              |
| Elena Nagovicyna                                                                                              | 5000 m            | 15'02"80  | 6ª q      | N.D.             | N.D.             | N.D.            | N.D.            | 15'21"38        | 13ª             |
| Elena Orlova                                                                                                  | 3000 m siepi      | 9'33"14   | 6ª        | N.D.             | N.D.             | N.D.            | N.D.            | non qualificata | non qualificata |
| Tat'jana Petrova                                                                                              | Maratona          | N.D.      | N.D.      | N.D.             | N.D.             | N.D.            | N.D.            | 2h 23'29"       |                 |
| Ekaterina Poistogova                                                                                          | 800 m             | 2'01"08   | 2ª Q      | N.D.             | N.D.             | 1'59"45         | 2ª Q            | 1'57"53         |                 |
| Natal'ja Rusakova                                                                                             | 200 m             | 23"40     | 6ª        | N.D.             | N.D.             | non qualificata | non qualificata | non qualificata | non qualificata |
| Gul'nara Samitova-Galkina                                                                                     | 3000 m siepi      | 9'28"76   | 5ª q      | N.D.             | N.D.             | N.D.            | N.D.            | DNF             | DNF             |
| Marija Savinova                                                                                               | 800 m             | 2'01"56   | 1ª Q      | N.D.             | N.D.             | 1'58"57         | 1ª Q            | 1'56"19         |                 |
| Elizaveta Savlinis                                                                                            | 200 m             | 23"23     | 5ª        | N.D.             | N.D.             | non qualificata | non qualificata | non qualificata | non qualificata |
| Lilija Šobuchova                                                                                              | Maratona          | N.D.      | N.D.      | N.D.             | N.D.             | N.D.            | N.D.            | DNF             | DNF             |
| Tat'jana Tomašova                                                                                             | 1500 m            | 4'05"10   | 2ª Q      | N.D.             | N.D.             | 4'02"10         | 3ª Q            | 4'10"90         | 4ª              |
| Julija Zaripova                                                                                               | 3000 m siepi      | 9'25"68   | 2ª Q      | N.D.             | N.D.             | N.D.            | N.D.            | 9'06"72         |                 |
| Ol'ga Belkina Aleksandra Fedoriva Natal'ja Rusakova Elizaveta Savlinis                                        | Staffetta 4×100 m | 43"24     | 6ª        | N.D.             | N.D.             | N.D.            | N.D.            | non qualificate | non qualificate |
| Tat'jana Firova Julija Guščina Anastasija Kapačinskaja Antonina Krivošapka Natal'ja Nazarova Natal'ja Antjuch | Staffetta 4×400 m | 3'23"11   | 2ª Q      | N.D.             | N.D.             | N.D.            | N.D.            | 3'20"23         |                 |

Eventi su campo
| Atleta               | Evento                 | Qualifica | Qualifica | Finale          | Finale          |
| Atleta               | Evento                 | Distanza  | Posizione | Distanza        | Posizione       |
| -------------------- | ---------------------- | --------- | --------- | --------------- | --------------- |
| Marija Abakumova     | Lancio del giavellotto | 63,25 m   | 7ª Q      | 59,34 m         | 10ª             |
| Anna Avdeeva         | Getto del peso         | 17,47 m   | 25ª       | non qualificata | non qualificata |
| Marija Bespalova     | Lancio del martello    | 73,56 m   | 7ª Q      | 71,13 m         | 11ª             |
| Anna Čičerova        | Salto in alto          | 1,93 m    | 2ª q      | 2,05 m          |                 |
| Svetlana Feofanova   | Salto con l'asta       | NM        | —         | non qualificata | non qualificata |
| Irina Gordeeva       | Salto in alto          | 1,93 m    | 10ª q     | 1,93 m          | 10ª             |
| Elena Isinbaeva      | Salto con l'asta       | 4,55 m    | 1ª q      | 4,70 m          |                 |
| Vera Ganeeva         | Lancio del disco       | 59,90 m   | 23ª       | non qualificata | non qualificata |
| Gul'fija Chanafeeva  | Lancio del martello    | 69,43 m   | 16ª       | non qualificata | non qualificata |
| Ljudmila Kolčanova   | Salto in lungo         | 6,57 m    | 8ª q      | 6,76 m          | 6ª              |
| Evgenija Kolodko     | Getto del peso         | 19,31 m   | 3ª Q      | 20,48 m         |                 |
| Tat'jana Lebedeva    | Salto triplo           | 14,30 m   | 8ª q      | 14,11 m         | 10ª             |
| Tat'jana Lysenko     | Lancio del martello    | 74,43 m   | 4ª Q      | 78,18 m         |                 |
| Veronika Mosina      | Salto triplo           | 13,96 m   | 17ª       | non qualificata | non qualificata |
| Anna Nazarova        | Salto in lungo         | 6,62 m    | 7ª q      | 6,77 m          | 5ª              |
| Dar'ja Piščal'nikova | Lancio del disco       | 65,02 m   | 4ª Q      | 67,56 m         |                 |
| Anastasija Savčenko  | Salto con l'asta       | 4,25 m    | 26ª       | non qualificata | non qualificata |
| Svetlana Saukina     | Lancio del disco       | 60,67 m   | 17ª       | non qualificata | non qualificata |
| Svetlana Školina     | Salto in alto          | 1,93 m    | 2ª q      | 2,03 m          |                 |
| Elena Sokolova       | Salto in lungo         | 6,71 m    | 4ª Q      | 7,07 m          |                 |
| Irina Tarasova       | Getto del peso         | 18,76 m   | 7ª q      | 19,00 m         | 8ª              |
| Viktorija Valjukevič | Salto triplo           | 14,19 m   | 11ª q     | 14,24 m         | 8ª              |

Eventi combinati
| Atleta             | Evento    |           | 100H  | SA     | GP      | 200 m | SL     | LG      | 800 m   | Finale | Posizione |
| ------------------ | --------- | --------- | ----- | ------ | ------- | ----- | ------ | ------- | ------- | ------ | --------- |
| Tat'jana Černova   | Eptathlon | Risultato | 13"48 | 1,80 m | 14,17 m | 23"67 | 6,54 m | 46,29 m | 2'09"56 | 6628   |           |
| Tat'jana Černova   | Eptathlon | Punti     | 1053  | 978    | 805     | 1013  | 1020   | 788     | 971     | 6628   |           |
| Ol'ga Kurban       | Eptathlon | Risultato | 13"56 | 1,80 m | 13,71 m | 23"88 | 5,83 m | 40,36 m | 2'19"82 | 6084   | 20ª       |
| Ol'ga Kurban       | Eptathlon | Punti     | 1041  | 978    | 775     | 992   | 798    | 674     | 826     | 6084   | 20ª       |
| Kristina Savickaja | Eptathlon | Risultato | 13"37 | 1,83 m | 14,77 m | 24"46 | 6,21 m | 43,70 m | 2'12"27 | 6452   | 8ª        |
| Kristina Savickaja | Eptathlon | Punti     | 1069  | 1016   | 845     | 937   | 915    | 738     | 932     | 6452   | 8ª        |

## Badminton
Maschile
| Atleta                       | Evento  | Girone                                          | Girone                               | Girone                                    | Girone    | Ottavi               | Quarti               | Semifinale           | Finale               | Finale          |
| Atleta                       | Evento  | Avversario Punteggio                            | Avversario Punteggio                 | Avversario Punteggio                      | Posizione | Avversario Punteggio | Avversario Punteggio | Avversario Punteggio | Avversario Punteggio | Posizione       |
| ---------------------------- | ------- | ----------------------------------------------- | ------------------------------------ | ----------------------------------------- | --------- | -------------------- | -------------------- | -------------------- | -------------------- | --------------- |
| Vladimir Ivanov              | Singolo | Shon W.-h. (KOR) P 15-21, 19-21                 | Hsu J.-h. (TPE) V 21-15, 21-13       | N.D.                                      | 2º        | non qualificato      | non qualificato      | non qualificato      | non qualificato      | non qualificato |
| Vladimir Ivanov Ivan Sozonov | Doppio  | M. Boe/ C. Mogensen (DEN) P 21-16, 19-21, 14-21 | Chai B./ Guo Z. (CHN) P 21-23, 15-21 | D. James/ W. Viljoen (RSA) V 21-13, 21-15 | 3º        | N.D.                 | non qualificati      | non qualificati      | non qualificati      | non qualificati |

Femminile
| Atleta                         | Evento  | Girone                            | Girone                                     | Girone                              | Girone    | Ottavi               | Quarti                                     | Semifinale                           | Finale                              | Finale          |
| Atleta                         | Evento  | Avversario Punteggio              | Avversario Punteggio                       | Avversario Punteggio                | Posizione | Avversario Punteggio | Avversario Punteggio                       | Avversario Punteggio                 | Avversario Punteggio                | Posizione       |
| ------------------------------ | ------- | --------------------------------- | ------------------------------------------ | ----------------------------------- | --------- | -------------------- | ------------------------------------------ | ------------------------------------ | ----------------------------------- | --------------- |
| Anastasija Prokopenko          | Singolo | K. Augustyn (POL) V 21-16, 21-17  | T. Baun (DEN) P 21-19, 15-21, 16-21        | N.D.                                | 2ª        | non qualificata      | non qualificata                            | non qualificata                      | non qualificata                     | non qualificata |
| Valerija Sorokina Nina Vislova | Doppio  | Wang X./ Yu Y. (CHN) P 6-21, 9-21 | Jung K.-e./ Kim H.-n. (KOR) P 21-23, 18-21 | A. Bruce/ M. Li (CAN) V 21-8, 21-10 | 3º * 1° Q | N.D.                 | M. Edwards/ A. Viljoen (RSA) V 21-19, 21-7 | Tian Q./ Zhao Y. (CHN) P 19-21, 6-21 | A. Bruce/ M. Li (CAN) V 21-9, 21-10 |                 |

- Valerija Sorokina e Nina Vislova qualificate ai quarti di finale dopo la squalifica delle sudcoreane Jung K.-e. e Kim H.-n. e delle cinesi Wang Xiaoli e Yu Yang[47].

Misto
| Atleta                                 | Evento | Girone                                           | Girone                                | Girone                                           | Girone    | Quarti               | Semifinale           | Finale               | Finale          |
| Atleta                                 | Evento | Avversario Punteggio                             | Avversario Punteggio                  | Avversario Punteggio                             | Posizione | Avversario Punteggio | Avversario Punteggio | Avversario Punteggio | Posizione       |
| -------------------------------------- | ------ | ------------------------------------------------ | ------------------------------------- | ------------------------------------------------ | --------- | -------------------- | -------------------- | -------------------- | --------------- |
| Aleksandr Nikolaenko Valerija Sorokina | Doppio | C. Adcock/ I. Bankier (GBR) V 14-21, 21-9, 21-18 | Zhang N./ Zhao Y. (CHN) P 9-21, 18-21 | M. Fuchs/ B. Michels (GER) P 18-21, 21-12, 19-21 | 3º        | non qualificati      | non qualificati      | non qualificati      | non qualificati |

## Canoa/Kayak

### Velocità
| FA | Qualificato in finale A (per le medaglie)                       |
| FB | Qualificato in finale B (non per le medaglie)                   |
| Q  | Qualificato al turno successivo per posizione in qualificazione |
| q  | Qualificato al turno successivo per ripescaggio                 |

Maschile
| Atleta                                                    | Evento     | Batteria | Batteria   | Semifinale      | Semifinale      | Finale          | Finale          |
| Atleta                                                    | Evento     | Tempo    | Classifica | Tempo           | Classifica      | Tempo           | Classifica      |
| --------------------------------------------------------- | ---------- | -------- | ---------- | --------------- | --------------- | --------------- | --------------- |
| Pavel Nikolaev                                            | K-1 1000 m | 3'35"466 | 6º         | non qualificato | non qualificato | non qualificato | non qualificato |
| Evgenij Salachov                                          | K-1 200 m  | 35"652   | 4º Q       | 36"312          | 4º FA           | 36"825          | 5º              |
| Il'ja Štokalov                                            | C-1 1000 m | 4'04"109 | 3º Q       | 3'53"305        | 3º FA           | 3'51"535        | 8º              |
| Ivan Štyl'                                                | C-1 200 m  | 41"378   | 1º Q       | 40"346          | 1º FA           | 42"853          |                 |
| Aleksej Korovaškov Il'ja Pervuchin                        | C-2 1000 m | 3'37"568 | 2º Q       | 3'36"456        | 1º FA           | 3'36"414        |                 |
| Il'ja Medvedev Anton Rjachov                              | K-2 1000 m | 3'21"086 | 6º Q       | 3'12"901        | 2º FA           | 3'12"047        | 6º              |
| Aleksandr D'jačenko Jurij Postrigaj                       | K-2 200 m  | 32"905   | 2º Q       | 32"662          | 2º FA           | 35"405          |                 |
| Il'ja Medvedev Anton Rjachov Anton Vasil'ev Oleg Žestokov | K-4 1000 m | 3'04"781 | 4º Q       | 2'54"303        | 4º FA           | 2'57"375        | 7º              |

Femminile
| Atleta                                                               | Evento    | Batteria | Batteria   | Semifinale | Semifinale | Finale          | Finale          |
| Atleta                                                               | Evento    | Tempo    | Classifica | Tempo      | Classifica | Tempo           | Classifica      |
| -------------------------------------------------------------------- | --------- | -------- | ---------- | ---------- | ---------- | --------------- | --------------- |
| Natalja Lobova                                                       | K-1 200 m | 42"447   | 3ª Q       | 41"413     | 1ª FA      | 45"961          | 6ª              |
| Juliana Salachova                                                    | K-1 500 m | 1'56"621 | 4ª Q       | 1'57"761   | 7ª         | non qualificata | non qualificata |
| Natalja Lobova Vera Sobetova                                         | K-2 500 m | 1'45"710 | 2ª Q       | 1'44"660   | 6ª FB      | 1'52"277        | 15ª             |
| Julija Kačalova Natal'ja Podol'skaja Juliana Salachova Vera Sobetova | K-4 500 m | 1'33"680 | 4ª Q       | 1'31"824   | 3ª FA      | 1'33"459        | 7ª              |

### Slalom
Maschile
| Atleta                            | Evento | Qualificazioni | Qualificazioni | Qualificazioni | Qualificazioni | Qualificazioni | Qualificazioni | Semifinali      | Semifinali      | Semifinali      | Finale          | Finale          | Finale          |
| Atleta                            | Evento | 1ª manche      | Pos.           | 2ª manche      | Pos.           | Migliore       | Posizione      | Penalità        | Tempo           | Posizione       | Penalità        | Tempo           | Posizione       |
| --------------------------------- | ------ | -------------- | -------------- | -------------- | -------------- | -------------- | -------------- | --------------- | --------------- | --------------- | --------------- | --------------- | --------------- |
| Aleksandr Lipatov                 | C-1    | 96"13          | 8º             | 95"51          | 6º             | 95"51          | 10º Q          | 2"              | 109"49          | 12º             | non qualificato | non qualificato | non qualificato |
| Michail Kuznecov Dmitrij Larionov | C-2    | 112"36         | 11º            | 155"59         | 13º            | 112"36         | 14º            | non qualificati | non qualificati | non qualificati | non qualificati | non qualificati | non qualificati |

Femminile
| Atleta            | Evento | Qualificazioni | Qualificazioni | Qualificazioni | Qualificazioni | Qualificazioni | Qualificazioni | Semifinali | Semifinali | Semifinali | Finale   | Finale | Finale    |
| Atleta            | Evento | 1ª manche      | Pos.           | 2ª manche      | Pos.           | Migliore       | Posizione      | Penalità   | Tempo      | Posizione  | Penalità | Tempo  | Posizione |
| ----------------- | ------ | -------------- | -------------- | -------------- | -------------- | -------------- | -------------- | ---------- | ---------- | ---------- | -------- | ------ | --------- |
| Marta Charitonova | K-1    | 108"85         | 9ª             | 109"77         | 12ª            | 108"85         | 13ª Q          | 2"         | 111"44     | 6ª Q       | 6"       | 120"91 | 9ª        |

## Canottaggio
| FA   | Qualificato in finale A (per le medaglie)     |
| FB   | Qualificato in finale B (non per le medaglie) |
| FC   | Qualificato in finale C (non per le medaglie) |
| FD   | Qualificato in finale D (non per le medaglie) |
| FE   | Qualificato in finale E (non per le medaglie) |
| FF   | Qualificato in finale F (non per le medaglie) |
| SA/B | Semifinali A/B                                |
| SC/D | Semifinali C/D                                |
| SE/F | Semifinali E/F                                |
| QF   | Qualificato ai quarti di finale               |
| R    | Ripescaggio                                   |

Maschile
| Atleta                                                             | Evento      | Batteria | Batteria  | Ripescaggio | Ripescaggio | Quarti di finale | Quarti di finale | Semifinali | Semifinali | Finale  | Finale    |
| Atleta                                                             | Evento      | Tempo    | Posizione | Tempo       | Posizione   | Tempo            | Posizione        | Tempo      | Posizione  | Tempo   | Posizione |
| ------------------------------------------------------------------ | ----------- | -------- | --------- | ----------- | ----------- | ---------------- | ---------------- | ---------- | ---------- | ------- | --------- |
| Sergej Fedorovcev Nikita Morgačëv Vladislav Rjabcev Aleksej Svirin | 4 di coppia | 5'42"26  | 1° SA/B   | Bye         | Bye         | N.D.             | N.D.             | 6'13"61    | 5° FB      | 5'59"17 | 8°        |

Femminile
| Atleta        | Evento  | Batteria | Batteria  | Ripescaggio | Ripescaggio | Quarti di finale | Quarti di finale | Semifinali | Semifinali | Finale  | Finale    |
| Atleta        | Evento  | Tempo    | Posizione | Tempo       | Posizione   | Tempo            | Posizione        | Tempo      | Posizione  | Tempo   | Posizione |
| ------------- | ------- | -------- | --------- | ----------- | ----------- | ---------------- | ---------------- | ---------- | ---------- | ------- | --------- |
| Julija Levina | Singolo | 7'32"06  | 2ª QF     | Bye         | Bye         | 7'41"28          | 2ª SA/B          | 7'48"95    | 4ª FB      | 7'49"22 | 9ª        |

## Ciclismo

### Ciclismo su strada
Maschile
| Atleta             | Evento         | Tempo     | Classifica |
| ------------------ | -------------- | --------- | ---------- |
| Denis Men'šov      | Corsa in linea | 5h 46'51" | 98º        |
| Denis Men'šov      | Cronometro     | 54'59"26  | 20º        |
| Vladimir Isajčev   | Corsa in linea | 5h 46'37" | 52º        |
| Aleksandr Kolobnev | Corsa in linea | 5h 46'05" | 24º        |

Femminile
| Atleta             | Evento         | Tempo     | Classifica |
| ------------------ | -------------- | --------- | ---------- |
| Tat'jana Antošina  | Corsa in linea | 3h 35'56" | 25ª        |
| Tat'jana Antošina  | Cronometro     | 40'12"49  | 12ª        |
| Larisa Pankova     | Corsa in linea | 3h 37'22" | 38ª        |
| Ol'ga Zabelinskaja | Corsa in linea | 3h 35'31" |            |
| Ol'ga Zabelinskaja | Cronometro     | 37'57"35  |            |

### Ciclismo su pista

#### Velocità
Maschile
| Atleta                                       | Evento               | Qualificazione     | Qualificazione | Trentaduesimi                           | Ripescaggio 1             | Sedicesimi                          | Ripescaggio 2             | Quarti di finale     | Semifinali                             | Finale                                                                | Finale          |
| Atleta                                       | Evento               | Tempo Velocità     | Pos.           | Avversario Tempo Velocità               | Avversario Tempo Velocità | Avversario Tempo Velocità           | Avversario Tempo Velocità | Avversario Risultato | Avversario Risultato                   | Avversario Risultato                                                  | Pos.            |
| -------------------------------------------- | -------------------- | ------------------ | -------------- | --------------------------------------- | ------------------------- | ----------------------------------- | ------------------------- | -------------------- | -------------------------------------- | --------------------------------------------------------------------- | --------------- |
| Denis Dmitriev                               | Velocità individuale | 10"088 71,371 km/h | 6º             | D. Zieliński (POL) V 10"690 67,352 km/h | Bye                       | A. Awang (MAS) V 10"278 70,052 km/h | Bye                       | N. Phillip (TRI) P   | non qualificato                        | 5º posto R. Förstemann (GER) J. Watkins (USA) A. Awang (MAS) V 10"340 | 5º              |
| Sergej Borisov Denis Dmitriev Sergej Kočerov | Velocità a squadre   | 43"681 61,811 km/h | 4º Q           | N.D.                                    | N.D.                      | N.D.                                | N.D.                      | N.D.                 | Germania (GER) P 43.909 61.490 km/h 7º | non qualificati                                                       | non qualificati |

Femminile
| Atleta             | Evento               | Qualificazione     | Qualificazione | Trentaduesimi             | Ripescaggio 1                      | Sedicesimi                | Ripescaggio 2             | Quarti di finale     | Semifinali           | Finale               | Finale          |
| Atleta             | Evento               | Tempo Velocità     | Pos.           | Avversario Tempo Velocità | Avversario Tempo Velocità          | Avversario Tempo Velocità | Avversario Tempo Velocità | Avversario Risultato | Avversario Risultato | Avversario Risultato | Pos.            |
| ------------------ | -------------------- | ------------------ | -------------- | ------------------------- | ---------------------------------- | ------------------------- | ------------------------- | -------------------- | -------------------- | -------------------- | --------------- |
| Ekaterina Gnidenko | Velocità individuale | 11"649 61,807 km/h | 18ª            | V. Pendleton (GBR) P      | J. Gaviria (COL) N. Hansen (NZL) P | non qualificata           | non qualificata           | non qualificata      | non qualificata      | non qualificata      | non qualificata |

#### Inseguimento
Maschile
| Atleta                                                      | Evento                 | Qualificazione | Qualificazione | Semifinale             | Semifinale | Finale                   | Finale    |
| Atleta                                                      | Evento                 | Tempo          | Posizione      | Avversario Risultato   | Posizione  | Avversario Risultato     | Posizione |
| ----------------------------------------------------------- | ---------------------- | -------------- | -------------- | ---------------------- | ---------- | ------------------------ | --------- |
| Evgenij Kovalëv Ivan Kovalëv Aleksej Markov Aleksandr Serov | Inseguimento a squadre | 3'59"264       | 5º Q           | Paesi Bassi V 3'57"237 | 4º Q       | Nuova Zelanda P 3'58"282 | 4º        |

#### Keirin
Maschile
| Atleta         | Evento          | 1º turno  | Ripescaggio | Semifinale      | Finale    |
| Atleta         | Evento          | Posizione | Posizione   | Posizione       | Posizione |
| -------------- | --------------- | --------- | ----------- | --------------- | --------- |
| Sergej Borisov | Keirin maschile | 5º R      | 5º          | non qualificato | 15º       |

Femminile
| Atleta             | Evento           | 1º turno  | Ripescaggio | Semifinale | Finale    |
| Atleta             | Evento           | Posizione | Posizione   | Posizione  | Posizione |
| ------------------ | ---------------- | --------- | ----------- | ---------- | --------- |
| Ekaterina Gnidenko | Keirin femminile | 2ª Q      | Bye         | 4ª         | 8ª        |

#### Omnium
Femminile
| Atleta             | Evento | Flying lap | Flying lap | Corsa a punti | Corsa a punti | Corsa a eliminazione | Inseguimento individuale | Inseguimento individuale | Scratch race | Chilometro da fermo | Chilometro da fermo | Punti totali | Classifica |
| Atleta             | Evento | Tempo      | Posizione  | Punti         | Posizione     | Posizione            | Tempo                    | Posizione                | Posizione    | Tempo               | Posizione           | Punti totali | Classifica |
| ------------------ | ------ | ---------- | ---------- | ------------- | ------------- | -------------------- | ------------------------ | ------------------------ | ------------ | ------------------- | ------------------- | ------------ | ---------- |
| Evgenija Romanjuta | Omnium | 14"909     | 15ª        | 24            | 6ª            | 4ª                   | 3'42"301                 | 10ª                      | 10ª          | 37"308              | 16ª                 | 61           | 10ª        |

### Mountain Bike
Maschile
| Atleta          | Evento        | Tempo     | Classifica |
| --------------- | ------------- | --------- | ---------- |
| Evgenij Pečenin | Cross-country | 1h 41'40" | 37°        |

Femminile
| Atleta           | Evento        | Tempo     | Classifica |
| ---------------- | ------------- | --------- | ---------- |
| Irina Kalent'eva | Cross-country | 1h 32'33" | 4ª         |

## Equitazione

### Salto ostacoli
| Atleta           | Cavallo | Gara        | Qualificazione | Qualificazione | Qualificazione  | Qualificazione  | Qualificazione  | Qualificazione  | Qualificazione  | Qualificazione  | Finale          | Finale          | Finale          | Finale          | Finale          | Totale          | Totale          |
| Atleta           | Cavallo | Gara        | 1º turno       | 1º turno       | 2º turno        | 2º turno        | 2º turno        | 3º turno        | 3º turno        | 3º turno        | Round A         | Round A         | Round B         | Round B         | Round B         | Totale          | Totale          |
| Atleta           | Cavallo | Gara        | Penalità       | Posizione      | Penalità        | Totale          | Posizione       | Penalità        | Totale          | Posizione       | Penalità        | Posizione       | Penalità        | Totale          | Posizione       | Penalità        | Posizione       |
| ---------------- | ------- | ----------- | -------------- | -------------- | --------------- | --------------- | --------------- | --------------- | --------------- | --------------- | --------------- | --------------- | --------------- | --------------- | --------------- | --------------- | --------------- |
| Vladimir Tuganov | Lancero | Individuale | 10             | 65°            | non qualificato | non qualificato | non qualificato | non qualificato | non qualificato | non qualificato | non qualificato | non qualificato | non qualificato | non qualificato | non qualificato | non qualificato | non qualificato |

### Concorso completo
| Atleta           | Cavallo       | Gara        | Dressage | Dressage  | Cross-country | Cross-country | Cross-country | Salto ostacoli | Salto ostacoli | Salto ostacoli | Salto ostacoli  | Salto ostacoli  | Salto ostacoli  | Totale   | Totale    |
| Atleta           | Cavallo       | Gara        | Dressage | Dressage  | Cross-country | Cross-country | Cross-country | Qualificazione | Qualificazione | Qualificazione | Finale          | Finale          | Finale          | Totale   | Totale    |
| Atleta           | Cavallo       | Gara        | Penalità | Posizione | Penalità      | Totale        | Posizione     | Penalità       | Totale         | Posizione      | Penalità        | Totale          | Posizione       | Penalità | Posizione |
| ---------------- | ------------- | ----------- | -------- | --------- | ------------- | ------------- | ------------- | -------------- | -------------- | -------------- | --------------- | --------------- | --------------- | -------- | --------- |
| Andrej Koršunov  | Fabiy         | Individuale | 80,20    | 74°       | 32,80         | 113,00        | 54°           | 52,00          | 165,00         | 53°            | non qualificato | non qualificato | non qualificato | 165,00   | 53°       |
| Michail Nastenko | Coolroy Piter | Individuale | 59,80    | 62°       | 52,00         | 111,80        | 53°           | 2,00           | 113,80         | 47°            | non qualificato | non qualificato | non qualificato | 113,80   | 47°       |

## Ginnastica

### Ginnastica artistica
Maschile
Squadre
| Atleta             | Evento             | Qualificazione | Qualificazione | Qualificazione | Qualificazione | Qualificazione | Qualificazione | Qualificazione | Qualificazione | Finale   | Finale   | Finale   | Finale   | Finale   | Finale   | Finale  | Finale    |
| Atleta             | Evento             | Attrezzo       | Attrezzo       | Attrezzo       | Attrezzo       | Attrezzo       | Attrezzo       | Totale         | Posizione      | Attrezzo | Attrezzo | Attrezzo | Attrezzo | Attrezzo | Attrezzo | Totale  | Posizione |
| Atleta             | Evento             | CL             | C              | A              | V              | P              | S              | Totale         | Posizione      | CL       | C        | A        | V        | P        | S        | Totale  | Posizione |
| ------------------ | ------------------ | -------------- | -------------- | -------------- | -------------- | -------------- | -------------- | -------------- | -------------- | -------- | -------- | -------- | -------- | -------- | -------- | ------- | --------- |
| Denis Abljazin     | Concorso a squadre | 15,433 Q       | N.D.           | 15,500 Q       | 16,300 Q       | 0,000          | 13,733         | N.D.           | N.D.           | 15,475   | N.D.     | 15,616   | 16,400   | N.D.     | N.D.     | N.D.    | N.D.      |
| Aleksandr Balandin | Concorso a squadre | N.D.           | 13,733         | 15,666 Q       | N.D.           | 14,766         | N.D.           | N.D.           | N.D.           | N.D.     | 15,816   | N.D.     | 13,466   | N.D.     | N.D.     | N.D.    | N.D.      |
| David Beljavskij   | Concorso a squadre | 15,100         | 14,900 Q       | 14,366         | 16,300         | 15,300         | 14,866         | 90,832         | 2º Q           | 14,933   | 12,933   | N.D.     | 16,133   | 15,433   | 14,833   | N.D.    | N.D.      |
| Emin Garibov       | Concorso a squadre | 14,533         | 14,233         | 14,633         | 15,233         | 15,600 Q       | 15,566 Q       | 89,798         | 9º Q           | N.D.     | 14,833   | 14,700   | N.D.     | 15,066   | 15,600   | N.D.    | N.D.      |
| Igor' Pachomenko   | Concorso a squadre | 14,066         | 14,333         | N.D.           | 15,566         | N.D.           | 14,000         | N.D.           | N.D.           | 14,900   | 14,533   | N.D.     | 14,333   | N.D.     | 14,600   | N.D.    | N.D.      |
| Totale             | Concorso a squadre | 45,066         | 43,466         | 45,799         | 48,166         | 45,666         | 44,432         | 272,595        | 2º Q           | 45,308   | 42,299   | 46,132   | 46,866   | 43,965   | 45,033   | 269,603 | 6º        |

Finali individuali
| Atleta             | Evento                | Attrezzo | Attrezzo | Attrezzo | Attrezzo | Attrezzo | Attrezzo | Totale | Posizione |
| Atleta             | Evento                | CL       | C        | A        | V        | P        | S        | Totale | Posizione |
| ------------------ | --------------------- | -------- | -------- | -------- | -------- | -------- | -------- | ------ | --------- |
| Denis Abljazin     | Anelli                | N.D.     | N.D.     | 15,633   | N.D.     | N.D.     | N.D.     | 15,633 | 5º        |
| Denis Abljazin     | Corpo libero          | 15,800   | N.D.     | N.D.     | N.D.     | N.D.     | N.D.     | 15,800 |           |
| Denis Abljazin     | Volteggio             | N.D.     | N.D.     | N.D.     | 16,399   | N.D.     | N.D.     | 16,399 |           |
| Aleksandr Balandin | Anelli                | N.D.     | N.D.     | 15,666   | N.D.     | N.D.     | N.D.     | 15,666 | 4º        |
| David Beljavskij   | Cavallo               | N.D.     | 14,733   | N.D.     | N.D.     | N.D.     | N.D.     | 14,733 | 7º        |
| David Beljavskij   | Concorso individuale  | 14,466   | 14,866   | 14,833   | 16,200   | 15,166   | 14,766   | 90,297 | 5º        |
| Emin Garibov       | Concorso individuale  | 14,475   | 14,233   | 14,866   | 14,833   | 15,366   | 14,233   | 88,006 | 14º       |
| Emin Garibov       | Parallele simmetriche | N.D.     | N.D.     | N.D.     | N.D.     | 15,300   | N.D.     | 15,300 | 6º        |
| Emin Garibov       | Sbarra                | N.D.     | N.D.     | N.D.     | N.D.     | N.D.     | 15,333   | 15,333 | 7º        |

Femminile
Squadre
| Atleta             | Evento             | Qualificazione | Qualificazione | Qualificazione | Qualificazione | Qualificazione | Qualificazione | Finale   | Finale   | Finale   | Finale   | Finale  | Finale    |
| Atleta             | Evento             | Attrezzo       | Attrezzo       | Attrezzo       | Attrezzo       | Totale         | Posizione      | Attrezzo | Attrezzo | Attrezzo | Attrezzo | Totale  | Posizione |
| Atleta             | Evento             | CL             | V              | PA             | T              | Totale         | Posizione      | CL       | V        | PA       | T        | Totale  | Posizione |
| ------------------ | ------------------ | -------------- | -------------- | -------------- | -------------- | -------------- | -------------- | -------- | -------- | -------- | -------- | ------- | --------- |
| Ksenija Afanas'eva | Concorso a squadre | 14,833 Q       | N.D.           | N.D.           | 15,066 Q       | N.D.           | N.D.           | 14,333   | N.D.     | N.D.     | 14,833   | N.D.    | N.D.      |
| Anastasija Grišina | Concorso a squadre | 14,066         | 14,333         | 14,033         | 14,900         | 57,332         | 12ª Q          | 12,466   | N.D.     | 14,700   | N.D.     | N.D.    | N.D.      |
| Viktorija Komova   | Concorso a squadre | 13,900         | 15,633         | 15,833 Q       | 15,266 Q       | 60,632         | 1ª Q           | N.D.     | 15,833   | 15,766   | 15,033   | N.D.    | N.D.      |
| Alija Mustafina    | Concorso a squadre | 14,433 Q       | 15,133         | 15,700 Q       | 14,700         | 59,966         | 5ª Q           | 14,800   | 15,233   | 15,700   | 14,533   | N.D.    | N.D.      |
| Marija Paseka      | Concorso a squadre | N.D.           | 15,049 Q       | 0,000          | N.D.           | N.D.           | N.D.           | N.D.     | 15,300   | N.D.     | N.D.     | N.D.    | N.D.      |
| Totale             | Concorso a squadre | 43,332         | 46,299         | 45,566         | 45,232         | 180,429        | 2ª Q           | 41,599   | 46,366   | 46,166   | 44,399   | 178,530 |           |

Finali individuali
| Atleta             | Evento                 | Attrezzo | Attrezzo | Attrezzo | Attrezzo | Totale | Posizione |
| Atleta             | Evento                 | CL       | V        | PA       | T        | Totale | Posizione |
| ------------------ | ---------------------- | -------- | -------- | -------- | -------- | ------ | --------- |
| Ksenija Afanas'eva | Corpo libero           | 14,566   | N.D.     | N.D.     | N.D.     | 14,566 | 6ª        |
| Ksenija Afanas'eva | Trave                  | N.D.     | N.D.     | N.D.     | 14,583   | 14,583 | 5ª        |
| Viktorija Komova   | Concorso individuale   | 15,100   | 15,466   | 15,966   | 15,441   | 61,973 |           |
| Viktorija Komova   | Parallele asimmetriche | N.D.     | N.D.     | 15,666   | N.D.     | 15,666 | 5ª        |
| Viktorija Komova   | Trave                  | N.D.     | N.D.     | N.D.     | 13,166   | 13,166 | 8ª        |
| Alija Mustafina    | Concorso individuale   | 14,600   | 15,233   | 16,100   | 13,633   | 59,560 |           |
| Alija Mustafina    | Corpo libero           | 14,900   | N.D.     | N.D.     | N.D.     | 14,900 |           |
| Alija Mustafina    | Parallele asimmetriche | N.D.     | N.D.     | 16,133   | N.D.     | 16,133 |           |
| Marija Paseka      | Volteggio              | N.D.     | 15,050   | N.D.     | N.D.     | 15,050 |           |

### Ginnastica ritmica
Femminile
| Atleta           | Evento               | Qualificazione | Qualificazione | Qualificazione | Qualificazione | Qualificazione | Qualificazione | Finale   | Finale   | Finale   | Finale   | Finale  | Finale     |
| Atleta           | Evento               | Attrezzo       | Attrezzo       | Attrezzo       | Attrezzo       | Totale         | Classifica     | Attrezzo | Attrezzo | Attrezzo | Attrezzo | Totale  | Classifica |
| Atleta           | Evento               | Cerchio        | Palla          | Clavi          | Nastro         | Totale         | Classifica     | Cerchio  | Palla    | Clavi    | Nastro   | Totale  | Classifica |
| ---------------- | -------------------- | -------------- | -------------- | -------------- | -------------- | -------------- | -------------- | -------- | -------- | -------- | -------- | ------- | ---------- |
| Evgenija Kanaeva | Concorso individuale | 28,100         | 29,525         | 28,975         | 29,400         | 116,000        | 1ª Q           | 29,350   | 29,200   | 29,450   | 28,900   | 116,900 |            |
| Dar'ja Dmitrieva | Concorso individuale | 29,000         | 28,800         | 27,800         | 28,925         | 114,525        | 2ª Q           | 28,300   | 28,350   | 28,750   | 29,100   | 114,500 |            |

| Atleta | Evento             | Qualificazione | Qualificazione      | Qualificazione | Qualificazione | Finale   | Finale              | Finale | Finale     |
| Atleta | Evento             | Attrezzo       | Attrezzo            | Totale         | Classifica     | Attrezzo | Attrezzo            | Totale | Classifica |
| Atleta | Evento             | 5 palle        | 3 nastri e 2 cerchi | Totale         | Classifica     | 5 palle  | 3 nastri e 2 cerchi | Totale | Classifica |
| --- | ------------------ | -------------- | ------------------- | -------------- | -------------- | -------- | ------------------- | ------ | ---------- |
| Anastasija Bliznjuk Ul'jana Donskova Ksenija Dudkina Alina Makarenko Anastasija Nazarenko Karolina Sevast'janova | Concorso a squadre | 28,375         | 28,000              | 56,375         | 1ª Q           | 28,700   | 28,300              | 57,000 |            |

### Trampolino elastico
Maschile
| Atleta           | Evento      | Qualificazioni | Qualificazioni | Finale    | Finale     |
| Atleta           | Evento      | Punteggio      | Classifica     | Punteggio | Classifica |
| ---------------- | ----------- | -------------- | -------------- | --------- | ---------- |
| Nikita Fedorenko | Individuale | 107,070        | 8º Q           | 59,105    | 6º         |
| Dmitrij Ušakov   | Individuale | 112,605        | 2º Q           | 61,769    |            |

Femminile
| Atleta             | Evento      | Qualificazioni | Qualificazioni | Finale    | Finale     |
| Atleta             | Evento      | Punteggio      | Classifica     | Punteggio | Classifica |
| ------------------ | ----------- | -------------- | -------------- | --------- | ---------- |
| Viktorija Voronina | Individuale | 100,995        | 8ª Q           | 21,915    | 8ª         |

## Judo
Maschile
| Atleta              | Evento  | Preliminari          | 16-esimi                             | Ottavi                             | Quarti                                | Semifinali                       | Ripescaggio          | Med. bronzo                         | Finale                            | Posizione       |
| Atleta              | Evento  | Avversario Risultato | Avversario Risultato                 | Avversario Risultato               | Avversario Risultato                  | Avversario Risultato             | Avversario Risultato | Avversario Risultato                | Avversario Risultato              | Posizione       |
| ------------------- | ------- | -------------------- | ------------------------------------ | ---------------------------------- | ------------------------------------- | -------------------------------- | -------------------- | ----------------------------------- | --------------------------------- | --------------- |
| Arsen Galstjan      | −60 kg  | Bye                  | Z. Gourouza (NIG) V (0101-0000)      | Y. Siccardi (MON) V (0100-0000)    | Choi G.-H. (KOR) V (0001-0001) GS     | R. Sobirov (UZB) V (0011-0000)   | Bye                  | Bye                                 | H. Hiraoka (JPN) V (1000-0000)    |                 |
| Musa Moguškov       | −66 kg  | Bye                  | T. Karimov (AZE) P (0011-0021)       | non qualificato                    | non qualificato                       | non qualificato                  | non qualificato      | non qualificato                     | non qualificato                   | non qualificato |
| Mansur Isaev        | −73 kg  | Bye                  | K. Uematsu (ESP) V (0011-0002)       | R. Orujov (AZE) V (1000-0000)      | Sainjargal N.-O. (MGL) V (0100-0001)  | Wang K.-c. (KOR) V (0011-0002)   | Bye                  | Bye                                 | R. Nakaya (JPN) V (0011-0001)     |                 |
| Ivan Nifontov       | −81 kg  | Bye                  | R. de Windt (IOA) V (0100-0004)      | J. Bottieau (BEL) V (0101-0001)    | A. Valois-Fortier (CAN) V (0100-0000) | Kim J.-b. (KOR) P (0001-0100)    | Bye                  | T. Nakai (JPN) V (0201-0000)        | non qualificato                   |                 |
| Kirill Denisov      | −90 kg  | N.D.                 | I. Remarenco (MDA) V (1000-0001)     | W. Gordon (GBR) V (0010-0000)      | I. Iliadis (GRE) V (0020-0000)        | A. González (CUB) P (0001–1000)  | Bye                  | M. Nishiyama (JPN) P (0000-0000) GS | non qualificato                   | 5°              |
| Tagir Chajbulaev    | −100 kg | N.D.                 | E. van der Geest (BEL) V (1000-0000) | J. Biadulin (BLR) V (0111-0003)    | L. Krpálek (CZE) V (1000-0011)        | D. Peters (GER) V (0000-0001) GS | Bye                  | Bye                                 | Naidangiin T. (MGL) V (1000-0000) |                 |
| Aleksandr Michajlin | +100 kg | N.D.                 | C. Mandembo (COD) V (1010-0000)      | C. Sherrington (GBR) V (0011-0000) | R. Silva (BRA) V (0001-0001)          | A. Tölzer (GER) V (0011-0002) GS | Bye                  | Bye                                 | T. Riner (FRA) P (003-0101)       |                 |

Femminile
| Atleta               | Evento | 16-esimi                              | Ottavi                               | Quarti                        | Semifinali           | Ripescaggio                        | Med. bronzo          | Finale               | Posizione       |                 |
| Atleta               | Evento | Avversario Risultato                  | Avversario Risultato                 | Avversario Risultato          | Avversario Risultato | Avversario Risultato               | Avversario Risultato | Avversario Risultato | Posizione       |                 |
| -------------------- | ------ | ------------------------------------- | ------------------------------------ | ----------------------------- | -------------------- | ---------------------------------- | -------------------- | -------------------- | --------------- | --------------- |
| Natalija Kondrat'eva | -48 kg | D. Mestre Álvarez (CUB) P (0000-0101) | non qualificata                      | non qualificata               | non qualificata      | non qualificata                    | non qualificata      | non qualificata      | non qualificata |                 |
| Natal'ja Kuzjutina   | -52 kg | R. Tarangul (GER) P (0000-0001)       | non qualificata                      | non qualificata               | non qualificata      | non qualificata                    | non qualificata      | non qualificata      | non qualificata |                 |
| Irina Zabludina      | -57 kg | Bye                                   | Y. Lupetey Cobas (CUB) V (1000-0001) | M. Malloy (USA) P (0011-0012) | non qualificata      | H. Karakas (HUN) P (0000-0011)     | non qualificata      | non qualificata      | 7ª              |                 |
| Vera Moskaljuk       | -78 kg | Bye                                   | K. Harrison (USA) P (0000-1000)      | non qualificata               | non qualificata      | non qualificata                    | non qualificata      | non qualificata      | non qualificata | non qualificata |
| Elena Ivaščenko      | +78 kg | Bye                                   | M. Mojica (PUR) V (1010-0000)        | I. Ortiz (CUB) P (0002–0011)  | non qualificata      | I. Kindzers'ka (UKR) P (0002–0010) | non qualificata      | non qualificata      | 7ª              |                 |

## Lotta
| VT | Vittoria per atterramento                           |
| PP | Vittoria a punti (lo sconfitto con punti tecnici)   |
| PO | Vittoria a punti (lo sconfitto senza punti tecnici) |

### Libera
Maschile
| Atleta              | Evento  | Qualificazione                          | Ottavi                                    | Quarti                                           | Semifinali                                  | Ripescaggio Turno 1  | Ripescaggio Turno 2  | Finale                                       | Pos. |
| Atleta              | Evento  | Avversario Risultato                    | Avversario Risultato                      | Avversario Risultato                             | Avversario Risultato                        | Avversario Risultato | Avversario Risultato | Avversario Risultato                         | Pos. |
| ------------------- | ------- | --------------------------------------- | ----------------------------------------- | ------------------------------------------------ | ------------------------------------------- | -------------------- | -------------------- | -------------------------------------------- | ---- |
| Džamal Otarsultanov | -55 kg  | Bye                                     | S. Shilimela (NAM) V 3-0 PO (3-0, 7-0)    | Yang K.-I. (PRK) V 3-1 PP (3-1, 3-1)             | D. Niyazbekov (KAZ) V 3-1 PP (3-2, 3-0)     | Bye                  | Bye                  | V. Khinchegashvili (GEO) V 3-1 PP (1-0, 4-3) |      |
| Besik Kuduchov      | -60 kg  | F. Gómez (PUR) V 3-1 PP (2-2, 1-0, 1-0) | Y. Dutt (IND) V 3-0 PO (1-0, 2-0)         | M. Esmaeilpour (IRI) V 3-1 PP (4-0, 0-1, 1-0)    | Ri J.-M. (PRK) V 3-0 PO (2-0, 3-0)          | Bye                  | Bye                  | T. Asgarov (AZE) P 1-3 PP (0-1, 0-5)         |      |
| Alan Gogaev         | -66 kg  | Z. Yusupov (TJK) P 0-3 PO (0-1, 0-1)    | non qualificato                           | non qualificato                                  | non qualificato                             | non qualificato      | non qualificato      | non qualificato                              | 16º  |
| Denis Carguš        | -74 kg  | Bye                                     | A. Aliyev (AZE) V 3-1 PP (0-1, 1-0, 1-0)  | D. Khutsishvili (GEO) V 3-0 PO (4-0, 1-0)        | J. Burroughs (USA) P 1-3 PP (1-3, 2-0, 1-2) | Bye                  | Bye                  | M. Gentry (CAN) V 3-0 PO (1-0, 2-0)          |      |
| Anzor Urišev        | -84 kg  | Bye                                     | I. Aldatov (UKR) V 3-1 PP (3-0, 3-4, 4-1) | E. Lashgari (IRI) P 1-3 PP (0-3, 1-3)            | non qualificato                             | non qualificato      | non qualificato      | non qualificato                              | 8º   |
| Abdusalam Gadisov   | -96 kg  | T. Tigiyev (KAZ) V 3-1 PP (1-1, 1-0)    | R. Yazdani (IRI) P 1-3 PP (3-0, 0-3, 1-3) | non qualificato                                  | non qualificato                             | non qualificato      | non qualificato      | non qualificato                              | 9º   |
| Biljal Machov       | -120 kg | J. Magomedov (AZE) V 3-0 PO (1-0, 4-0)  | T. Akgül (TUR) V 3-0 PO (1-0, 3-0)        | Jargalsaikhany C. (MGL) V 3-1 PP (0-6, 2-1, 1-0) | D. Modzmanashvili (GEO) P 1-3 PP (0-1, 1-1) | Bye                  | Bye                  | D. Shabanbay (KAZ) V 3-1 PP (5-0, 0-3, 3-0)  |      |

Femminile
| Atleta             | Evento | Qualificazione                        | Ottavi                                   | Quarti                                     | Semifinali                             | Ripescaggio Turno 2  | Ripescaggio Turno 2  | Finale                                     | Pos. |
| Atleta             | Evento | Avversario Risultato                  | Avversario Risultato                     | Avversario Risultato                       | Avversario Risultato                   | Avversario Risultato | Avversario Risultato | Avversario Risultato                       | Pos. |
| ------------------ | ------ | ------------------------------------- | ---------------------------------------- | ------------------------------------------ | -------------------------------------- | -------------------- | -------------------- | ------------------------------------------ | ---- |
| Valerija Žolobova  | -55 kg | M. Andrades (VEN) V 3-0 PO (6-0, 2-0) | J. Silva (BRA) V 3-1 PP (0-2, 1-0, 1-0)  | S. Mattsson (SWE) V 3-1 PP (0-1, 1-1, 3-3) | S. Yoshida (JPN) P 0-3 PO (0-1, 0-2)   | Bye                  | Bye                  | Y. Ratkeviç (AZE) P 1-3 PP (0-6, 1-2)      | 5ª   |
| Ljubov' Volosova   | -63 kg | M. Dunn (GUM) V 5-0 VT (5-0)          | K. Vidiaux (CUB) V 3-1 PP (2-1, 3-2)     | J. Ostapčuk (UKR) V 3-1 PP (1-0, 2-1)      | Jing R. (CHN) P 1-3 PP (3-2, 0-1, 0-1) | Bye                  | Bye                  | M. Michalik (POL) V 3-1 PP (0-1, 3-1, 1-0) |      |
| Natal'ja Vorob'ëva | -72 kg | Bye                                   | K. Burmistrova (UKR) V 3-0 PO (1-0, 2-0) | G. Manyurova (KAZ) V 5-0 VT (5-0)          | Wang J. (CHN) V 5-0 VT (5-0)           | Bye                  | Bye                  | S. Zlateva (BUL) V 5-0 VT (5-0)            |      |

### Greco-Romana
Maschile
| Atleta             | Evento  | Qualificazione                               | Ottavi                                      | Quarti                                   | Semifinali                               | Ripescaggio Turno 2                | Ripescaggio Turno 2                           | Finale                                   | Pos. |
| Atleta             | Evento  | Avversario Risultato                         | Avversario Risultato                        | Avversario Risultato                     | Avversario Risultato                     | Avversario Risultato               | Avversario Risultato                          | Avversario Risultato                     | Pos. |
| ------------------ | ------- | -------------------------------------------- | ------------------------------------------- | ---------------------------------------- | ---------------------------------------- | ---------------------------------- | --------------------------------------------- | ---------------------------------------- | ---- |
| Mingijan Semënov   | -55 kg  | R. Bayramov (AZE) P 0-3 PO (0-1, 0-1)        | non qualificato                             | non qualificato                          | non qualificato                          | S. Mango (USA) V 3-0 PO (2-0, 1-0) | Li S. (CHN) V 3-0 PO (2-0, 1-0)               | Choi G.-J. (KOR) V 3-1 PP (3-1, 1-0)     |      |
| Zaur Kuramagomedov | -60 kg  | Bye                                          | T. Benaissa (ALG) V 3-0 PO (1-0, 1-0)       | R. Lashkhi (GEO) P 0-3 PO (0-2, 0-1)     | non qualificato                          | Bye                                | S. Abdelmoneim (EGY) V 3-1 PP (1-4, 4-0, 2-0) | H. Aliyev (AZE) V 3-0 PO (2-0, 3-0)      |      |
| Roman Vlasov       | -74 kg  | Bye                                          | M. Madsen (DEN) V 3-1 PP (0-2, 3-0, 2-0)    | C. Guénot (FRA) V 3-1 PP (2-0, 0-2, 1-0) | A. Kazakevič (LTU) V 3-0 PO (3-0, 1-0)   | Bye                                | Bye                                           | A. Julfalakyan (ARM) V 3-0 PO (1-0, 1-0) |      |
| Alan Chugaev       | -84 kg  | Bye                                          | A. Selimaŭ (BLR) V 3-0 PO (1-0, 1-0)        | D. Gadzhiyev (KAZ) V 3-0 PO (1-0, 3-0)   | V. Gegeshidze (GEO) V 3-1 PP (3-1, 3-0)  | Bye                                | Bye                                           | K. Gaber (EGY) V 3-0 PO (1-0, 2-0)       |      |
| Rustam Totrov      | -96 kg  | Bye                                          | S. Gadabadze (AZE) V 3-1 PP (0-3, 1-0, 2-0) | J. Lidberg (SWE) V 3-0 PO (1-0, 3-0)     | C. Dzejničėnka (BLR) V 3-0 PO (3-0, 1-0) | Bye                                | Bye                                           | G. Rezaei (IRI) P 0-3 PO (0-2, 0-1)      |      |
| Chasan Baroev      | -120 kg | Y. Patrikeyev (ARM) P 1-3 PP (1-0, 0-3, 0-1) | non qualificato                             | non qualificato                          | non qualificato                          | non qualificato                    | non qualificato                               | non qualificato                          | 14º  |

## Nuoto e sport acquatici

### Nuoto
Maschile
| Atleta                                                                                      | Evento               | Batterie | Batterie   | Semifinali      | Semifinali      | Finale          | Finale          |
| Atleta                                                                                      | Evento               | Tempo    | Classifica | Tempo           | Classifica      | Tempo           | Classifica      |
| ------------------------------------------------------------------------------------------- | -------------------- | -------- | ---------- | --------------- | --------------- | --------------- | --------------- |
| Anton Ančin                                                                                 | 200 m dorso          | 1'59"49  | 23º        | non qualificato | non qualificato | non qualificato | non qualificato |
| Sergej Bol'šakov                                                                            | Maratona 10 km       | N.D.     | N.D.       | N.D.            | N.D.            | 1h 50'40"1      | 6º              |
| Egor Degtjarëv                                                                              | 400 m stile libero   | 3'52"33  | 19º        | N.D.            | N.D.            | non qualificato | non qualificato |
| Vladimir Djatčin                                                                            | Maratona 10 km       | N.D.     | N.D.       | N.D.            | N.D.            | 1h 50'42"8      | 7º              |
| Sergej Fesikov                                                                              | 50 m stile libero    | 22"42    | 21º        | non qualificato | non qualificato | non qualificato | non qualificato |
| Andrej Grečin                                                                               | 50 m stile libero    | 22"09    | 7º Q       | 21"98           | 10º             | non qualificato | non qualificato |
| Danila Izotov                                                                               | 100 m stile libero   | DNS      | DNS        | non qualificato | non qualificato | non qualificato | non qualificato |
| Danila Izotov                                                                               | 200 m stile libero   | 1'46"61  | 4º Q       | 1'46"65         | 6º Q            | 1'47"75         | 8º              |
| Evgenij Korotyškin                                                                          | 100 m farfalla       | 51"84    | 3º Q       | 51"85           | 8º Q            | 51"44           |                 |
| Nikita Lobincev                                                                             | 100 m stile libero   | 48"60    | 8º Q       | 48"38           | 8º Q            | 48"44           | 8º              |
| Artёm Lobuzov                                                                               | 200 m stile libero   | 1'47"91  | 15º Q      | 1'48"26         | 16º             | non qualificato | non qualificato |
| Vladimir Morozov                                                                            | 100 m dorso          | 54"01    | 10º Q      | DNS             | DNS             | non qualificato | non qualificato |
| Vjačeslav Sin'kevič                                                                         | 200 m rana           | 2'10"48  | 9º Q       | 2'09"90         | 10º             | non qualificato | non qualificato |
| Nikolaj Skvorcov                                                                            | 100 m farfalla       | 52"12    | 12º Q      | 52"03           | 10º             | non qualificato | non qualificato |
| Nikolaj Skvorcov                                                                            | 200 m farfalla       | 1'56"76  | 15º Q      | 1'56"53         | 14º             | non qualificato | non qualificato |
| Roman Sludnov                                                                               | 100 m rana           | 1'01"47  | 27º        | non qualificato | non qualificato | non qualificato | non qualificato |
| Aleksandr Tichonov                                                                          | 200 m misti          | 2'01"00  | 24º        | non qualificato | non qualificato | non qualificato | non qualificato |
| Aleksandr Tichonov                                                                          | 400 m misti          | 4'18"12  | 21º        | N.D.            | N.D.            | non qualificato | non qualificato |
| Arkadij Vjatčanin                                                                           | 100 m dorso          | 54"01    | 10º Q      | 53"79           | 9º              | non qualificato | non qualificato |
| Arkadij Vjatčanin                                                                           | 200 m dorso          | 1'58"69  | 17º        | non qualificato | non qualificato | non qualificato | non qualificato |
| Sergej Fesikov Andrej Grečin Danila Izotov Evgenij Lagunov Nikita Lobincev Vladimir Morozov | 4×100 m stile libero | 3'12"77  | 3º Q       | N.D.            | N.D.            | 3'11"41         |                 |
| Evgenij Lagunov Artёm Lobuzov Michail Poliščuk Aleksandr Suchorukov                         | 4×200 m stile libero | 7'11"86  | 10º        | N.D.            | N.D.            | non qualificati | non qualificati |
| Andrej Grečin Vladimir Morozov Vjačeslav Sin'kevič Nikolaj Skvorcov                         | 4×100 m misti        | 3'34"94  | 12º        | N.D.            | N.D.            | non qualificati | non qualificati |

Femminile
| Atleta                                                                         | Evento               | Batterie | Batterie   | Semifinali      | Semifinali      | Finalekm        | Finalekm        |
| Atleta                                                                         | Evento               | Tempo    | Classifica | Tempo           | Classifica      | Tempo           | Classifica      |
| ------------------------------------------------------------------------------ | -------------------- | -------- | ---------- | --------------- | --------------- | --------------- | --------------- |
| Ekaterina Andreeva                                                             | 200 m misti          | 2'17"84  | 34ª        | non qualificata | non qualificata | non qualificata | non qualificata |
| Irina Bespalova                                                                | 100 m farfalla       | 58"79    | 19ª        | non qualificata | non qualificata | non qualificata | non qualificata |
| Anastasija Čaun                                                                | 200 m rana           | 2'25"39  | 5ª Q       | 2'26"08         | 12ª             | non qualificata | non qualificata |
| Dar'ja Deeva                                                                   | 100 m rana           | 1'08"44  | 23ª        | non qualificata | non qualificata | non qualificata | non qualificata |
| Julija Efimova                                                                 | 100 m rana           | 1'06"51  | 3ª Q       | 1'06"57         | 3ª Q            | 1'06"98         | 7ª              |
| Julija Efimova                                                                 | 200 m rana           | 2'26"83  | 14ª Q      | 2'23"02         | 4ª Q            | 2'20"92         |                 |
| Anna Guseva                                                                    | Maratona 10 km       | N.D.     | N.D.       | N.D.            | N.D.            | 1h 58'53"0      | 10ª             |
| Jana Martynova                                                                 | 400 m misti          | 4'45"94  | 24ª        | N.D.            | N.D.            | non qualificata | non qualificata |
| Veronika Popova                                                                | 100 m stile libero   | 54"66    | 17ª        | non qualificata | non qualificata | non qualificata | non qualificata |
| Veronika Popova                                                                | 200 m stile libero   | 1'57"79  | 4ª Q       | 1'56"84         | 5ª Q            | 1'57"25         | 6ª              |
| Elena Sokolova                                                                 | 400 m stile libero   | 4'12"19  | 25ª        | non qualificata | non qualificata | non qualificata | non qualificata |
| Elena Sokolova                                                                 | 800 m stile libero   | 8'42"73  | 26ª        | non qualificata | non qualificata | non qualificata | non qualificata |
| Anastasija Zueva                                                               | 100 m dorso          | 59"88    | 5ª Q       | 59"68           | 5ª Q            | 59"00           | 4ª              |
| Anastasija Zueva                                                               | 200 m dorso          | 2'09"36  | 8ª Q       | 2'07"88         | 4ª Q            | 2'05"92         |                 |
| Viktorija Andreeva Natal'ja Lovcova Margarita Nesterova Veronika Popova        | 4×100 m stile libero | 3'39"59  | 10ª        | N.D.            | N.D.            | non qualificate | non qualificate |
| Marija Baklakova Dar'ja Beljakina Veronika Popova Elena Sokolova               | 4×200 m stile libero | 7'58"93  | 13ª        | N.D.            | N.D.            | non qualificate | non qualificate |
| Irina Bespalova Julija Efimova Marija Gromova Veronika Popova Anastasija Zueva | 4×100 m misti        | 3'59"57  | 8ª Q       | N.D.            | N.D.            | 3'56"03         | 4ª              |

### Nuoto sincronizzato
| Atleta | Evento  | Programma tecnico (Preliminari) | Programma tecnico (Preliminari) | Programma libero (Preliminari) | Programma libero (Preliminari) | Programma libero (Preliminari) | Programma libero (Preliminari) | Programma libero (Finale) | Programma libero (Finale) | Programma libero (Finale) | Programma libero (Finale) |
| Atleta | Evento  | Punti                           | Classifica                      | Punti                          | Classifica                     | Punti totali                   | Classifica                     | Punti                     | Classifica                | Punti totali              | Classifica                |
| --- | ------- | ------------------------------- | ------------------------------- | ------------------------------ | ------------------------------ | ------------------------------ | ------------------------------ | ------------------------- | ------------------------- | ------------------------- | ------------------------- |
| Natal'ja Iščenko Svetlana Romašina | Duo     | 98,200                          | 1ª                              | 98,600                         | 1ª                             | 196,800                        | 1ª Q                           | 98,900                    | 1ª                        | 197,100                   |                           |
| Anastasija Davydova Marija Gromova Natal'ja Iščenko Ėl'vira Chasjanova Dar'ja Korobova Aleksandra Packevič Svetlana Romašina Alla Šiškina Anželika Timanina | Squadre | 98,100                          | 1ª                              | N.D.                           | N.D.                           | N.D.                           | N.D.                           | 98,930                    | 1ª                        | 197,030                   |                           |

### Pallanuoto

#### Femminile
Rosa
| N° | Naz.                                      | Ruolo | Sportivo                         | Anno | Alt.   | Peso  | Squadra di club   |  |
| -- | ----------------------------------------- | ----- | -------------------------------- | ---- | ------ | ----- | ----------------- |  |
| 1  | Russia (bandiera)                         | P     | Marija Igorevna Kovtunovskaja    | 1988 | 1,65 m | 61 kg | Kinef Kiriši      |  |
| 2  | Uzbekistan (bandiera) · Russia (bandiera) | D     | Diana Ivanovna Antonova          | 1993 | 1,68 m | 50 kg | Skif-ŠMSV         |  |
| 3  | Uzbekistan (bandiera) · Russia (bandiera) | A     | Aleksandra Ivanovna Antonova     | 1991 | 1,70 m | 55 kg | Skif-ŠMSV         |  |
| 4  | Russia (bandiera)                         | A     | Ol'ga Konstantinovna Belova      | 1993 | 1,67 m | 50 kg | Uraločka Zlatoust |  |
| 5  | Russia (bandiera)                         | D     | Evgenija Andreevna Ivanova       | 1987 | 1,65 m | 55 kg | Šturm             |  |
| 6  | Russia (bandiera)                         | CB    | Ekaterina Ivanovna Tankeeva      | 1989 | 1,68 m | 65 kg | Šturm             |  |
| 7  | Ucraina (bandiera) · Russia (bandiera)    | D     | Ekaterina Andreevna Lisunova     | 1989 | 1,74 m | 72 kg | Kinef Kiriši      |  |
| 8  | Russia (bandiera)                         | D     | Nadežda Sergeevna Fedotova       | 1988 | 1,70 m | 65 kg | Kinef Kiriši      |  |
| 9  | Russia (bandiera)                         | D     | Ekaterina Valer'evna Prokof'eva  | 1991 | 1,66 m | 63 kg | Kinef Kiriši      |  |
| 10 | Russia (bandiera)                         | CB    | Ol'ga Evgen'evna Beljaeva        | 1985 | 1,73 m | 64 kg | Kinef Kiriši      |  |
| 11 | Russia (bandiera)                         | A     | Evgenija Viktorovna Chochrjakova | 1988 | 1,78 m | 70 kg | Kinef Kiriši      |  |
| 12 | Russia (bandiera)                         | CB    | Sof'ja Evgen'evna Konuch         | 1980 | 1,73 m | 61 kg | Kinef Kiriši      |  |
| 13 | Russia (bandiera)                         | P     | Anna Olegovna Karnauch           | 1993 | 1,70 m | 55 kg | Kinef Kiriši      |  |

- Allenatore:  Aleksandr Kabanov

Fase a gironi - Gruppo B
| Arbitri: | Marie Deslieres Ni Shiwei |

|                                                          |           |                                                              |
| C. Wilcox A. Winstanley-Smith F. Painter-Snell F. McCann | Marcatori | N. Fedotova E. Ivanova O. Beljaeva E. Prokof'eva A. Antonova |

| Arbitri: | Sergi Sanchez German Moller |

|                                   |           |                                                               |
| T. Di Mario S. Abbate G. Rambaldi | Marcatori | E. Lisunova O. Beljaeva S. Konuch E. Chochrjakova E. Tankeeva |

| Arbitri: | Dragan Štampalija Marie Deslieres |

|                                                              |           |                                                                |
| E. Lisunova E. Ivanova O. Beljaeva E. Prokof'eva A. Antonova | Marcatori | K. Gynther G. Beadsworth J. Moran N. Zagame B. Knox R. Webster |

| Pos. | Squadra       | Pt | G | V | N | P | GF | GS | DR  |
| ---- | ------------- | -- | - | - | - | - | -- | -- | --- |
| 1    | Australia     | 6  | 3 | 3 | 0 | 0 | 37 | 18 | +18 |
| 2    | Russia        | 4  | 3 | 2 | 0 | 1 | 22 | 21 | +1  |
| 3    | Italia        | 2  | 3 | 1 | 0 | 2 | 22 | 22 | 0   |
| 4    | Gran Bretagna | 0  | 3 | 0 | 0 | 3 | 14 | 33 | -19 |

Quarti di finale
| Arbitri: | Massimiliano Caputi Mario Brguljan |

|                                                              |           |                                                                           |
| E. Prokof'eva E. Ivanova N. Fedotova O. Beljaeva E. Lisunova | Marcatori | B. Bujka I. Tóth D. Czigány R. Keszthelyi G. Szűcs D. Antal H. Keszthelyi |

5º - 8º posto
| Arbitri: | Denis Danelon German Moller |

|                                                            |           |                                                                |
| C. Wilcox A. Winstanley-Smith F. Painter-Snell H. Musgrove | Marcatori | E. Prokof'eva S. Konuch E. Chochrjakova E. Ivanova N. Fedotova |

Finale 5º posto
| Arbitri: | Brian Littlejohb Steven Ritsart |

|                                         |           |                                                                                    |
| Wang Y. Teng F. Sun H. Ma H. Sun Yating | Marcatori | E. Prokof'eva N. Fedotova O. Beljaeva O. Belova E. Ivanova A. Antonova D. Antonova |

- Russia - Posizione nella classifica finale: 6º posto

### Tuffi
Maschile
| Atleta                          | Evento                  | Preliminari | Preliminari | Semifinale | Semifinale | Finale          | Finale          |
| Atleta                          | Evento                  | Punti       | Classifica  | Punti      | Classifica | Punti           | Classifica      |
| ------------------------------- | ----------------------- | ----------- | ----------- | ---------- | ---------- | --------------- | --------------- |
| Evgenij Kuznecov                | Trampolino 3 m          | 440,95      | 16º Q       | 437,70     | 14º        | non qualificato | non qualificato |
| Il'ja Zacharov                  | Trampolino 3 m          | 507,65      | 1º Q        | 505,60     | 2º Q       | 555,90          |                 |
| Gleb Gal'perin                  | Piattaforma 10 m        | 445,60      | 16º Q       | 453,80     | 16º        | non qualificato | non qualificato |
| Viktor Minibaev                 | Piattaforma 10 m        | 449,05      | 14º Q       | 514,15     | 6º Q       | 527,80          | 4º              |
| Evgenij Kuznecov Il'ja Zacharov | Trampolino 3 m sincro   | N.D.        | N.D.        | N.D.       | N.D.       | 459,63          |                 |
| Viktor Minibaev Il'ja Zacharov  | Piattaforma 10 m sincro | N.D.        | N.D.        | N.D.       | N.D.       | 449,88          | 6º              |

Femminile
| Atleta                 | Evento           | Preliminari | Preliminari | Semifinale      | Semifinale      | Finale          | Finale          |
| Atleta                 | Evento           | Punti       | Classifica  | Punti           | Classifica      | Punti           | Classifica      |
| ---------------------- | ---------------- | ----------- | ----------- | --------------- | --------------- | --------------- | --------------- |
| Nadežda Bažina         | Trampolino 3 m   | 325,00      | 6ª Q        | 310,70          | 17ª             | non qualificata | non qualificata |
| Anastasija Podznjakova | Trampolino 3 m   | 286,50      | 19ª         | non qualificata | non qualificata | non qualificata | non qualificata |
| Julija Koltunova       | Piattaforma 10 m | 334,80      | 7ª Q        | 351,90          | 6ª Q            | 357,90          | 5ª              |

## Pallacanestro

### Maschile
Rosa
| N° | Naz.              | Ruolo | Sportivo         | Anno | Alt.   |  | Squadra di club      |  |
| -- | ----------------- | ----- | ---------------- | ---- | ------ |  | -------------------- |  |
| 4  | Russia (bandiera) | G     | Aleksej Šved     | 1988 | 1,98 m |  | Minnesota T'wolves   |  |
| 5  | Russia (bandiera) | C     | Timofej Mozgov   | 1986 | 2,16 m |  | Denver Nuggets       |  |
| 6  | Russia (bandiera) | G     | Sergej Karasëv   | 1983 | 2,03 m |  | Zenit S. Pietroburgo |  |
| 7  | Russia (bandiera) | P     | Vitalij Fridzon  | 1985 | 1,96 m |  | Chimki               |  |
| 8  | Russia (bandiera) | C     | Saša Kaun        | 1985 | 2,11 m |  | CSKA Mosca           |  |
| 9  | Russia (bandiera) | G     | Evgenij Voronov  | 1986 | 1,90 m |  | CSKA Mosca           |  |
| 10 | Russia (bandiera) | AG    | Viktor Chrjapa   | 1982 | 2,06 m |  | CSKA Mosca           |  |
| 11 | Russia (bandiera) | AG    | Semën Antonov    | 1989 | 2,02 m |  | Nižnij Novgorod      |  |
| 12 | Russia (bandiera) | AP    | Sergej Monja     | 1983 | 2,02 m |  | Chimki               |  |
| 13 | Russia (bandiera) | G     | Dmitrij Chvostov | 1989 | 1,90 m |  | Chimki               |  |
| 14 | Russia (bandiera) | G     | Anton Ponkrašov  | 1986 | 2,00 m |  | CSKA Mosca           |  |
| 15 | Russia (bandiera) | A     | Andrej Kirilenko | 1981 | 2,06 m |  | CSKA Mosca           |  |

- Allenatore:  David Blatt

Fase a gironi - Gruppo B
| Arbitri: | Pablo Estévez Jorge Vázquez Stephen Seibel |

|              |          |                  |
| Kirilenko 35 | Punti    | 26 Deng          |
| Šved 13      | Assist   | 3 Deng, Reinking |
| Šved 6       | Rimbalzi | 10 Freeland      |

| Arbitri: | Saša Pukl Robert Lottermoser William Kennedy |

|            |          |                 |
| Yi J. 16   | Punti    | 16 Kirilenko    |
| Jianghua 4 | Assist   | 6 Chrjapa, Šved |
| Yi J. 7    | Rimbalzi | 12 Chrjapa      |

| Arbitri: | José Carrion Luigi Lamonica Rabah Noujaim |

|              |          |                 |
| Barbosa 16   | Punti    | 19 Kirilenko    |
| Marquinhos 4 | Assist   | 6 Šved          |
| Nenê 10      | Rimbalzi | 7 Monja, Mozgov |

| Arbitri: | Christos Christodoulou Jorge Vázquez Fernando Sampietro |

|              |          |             |
| Fridzon 24   | Punti    | 20 P. Gasol |
| Ponkrašov 11 | Assist   | 3 Rodríguez |
| Mozgov 9     | Rimbalzi | 9 P. Gasol  |

| Arbitri: | Carl Jungebrand Luigi Lamonica Samir Abaakil |

|               |          |                 |
| Ingles 20     | Punti    | 18 Kaun         |
| Dellavedova 7 | Assist   | 8 Chrjapa       |
| Dellavedova 6 | Rimbalzi | 6 tre giocatori |

| Squadra       | Pt | G | V | P | PF  | PS  | DP   | SD  |
| ------------- | -- | - | - | - | --- | --- | ---- | --- |
| Russia        | 9  | 5 | 4 | 1 | 400 | 359 | +41  | 1-0 |
| Brasile       | 9  | 5 | 4 | 1 | 402 | 349 | +53  | 0-1 |
| Spagna        | 8  | 5 | 3 | 2 | 414 | 394 | +20  | 1-0 |
| Australia     | 8  | 5 | 3 | 2 | 410 | 373 | +37  | 0-1 |
| Gran Bretagna | 6  | 5 | 1 | 4 | 380 | 405 | -25  |     |
| Cina          | 5  | 5 | 0 | 5 | 313 | 439 | -126 |     |

Quarto di finale
| Arbitri: | Carl Jungebrand Pablo Estévez Michael Aylen |

|              |          |                 |
| Kirilenko 19 | Punti    | 19 Kaukėnas     |
| Chrjapa 8    | Assist   | 3 tre giocatori |
| Kirilenko 13 | Rimbalzi | 9 Valančiūnas   |

Semifinale
| Arbitri: | Luigi Lamonica Ilija Belošević Marcos Benito |

|                               |          |             |
| P. Gasol 16                   | Punti    | 14 Kaun     |
| Calderón, M. Gasol, Navarro 3 | Assist   | 7 Šved      |
| P. Gasol 12                   | Rimbalzi | 8 Kirilenko |

Finale 3º-4º posto
| Arbitri: | Juan Arteaga Josè Carrion William Kennedy |

|             |          |             |
| Ginóbili 21 | Punti    | 25 Šved     |
| Prigioni 7  | Assist   | 7 Šved      |
| Nocioni 7   | Rimbalzi | 8 Kirilenko |

### Femminile
Rosa
| N° | Naz.                                       | Ruolo | Sportivo              | Anno | Alt.   |  | Squadra di club          |  |
| -- | ------------------------------------------ | ----- | --------------------- | ---- | ------ |  | ------------------------ |  |
| 4  | Russia (bandiera)                          | AG    | Ol'ga Artešina        | 1982 | 1,88 m |  | UMMC Ekaterinburg        |  |
| 5  | Russia (bandiera)                          | AP    | Evgenija Beljakova    | 1986 | 1,82 m |  | Sparta&K Vidnoe          |  |
| 6  | Russia (bandiera)                          | AG    | Natal'ja Vodop'janova | 1981 | 1,90 m |  | Dinamo Kursk             |  |
| 7  | Russia (bandiera)                          | C     | Marina Kuzina         | 1985 | 1,95 m |  | Sparta&K Vidnoe          |  |
| 8  | Russia (bandiera)                          | G     | Elena Daniločkina     | 1986 | 1,83 m |  | Nadezhda Orenburg        |  |
| 9  | Stati Uniti (bandiera) · Russia (bandiera) | P     | Becky Hammon          | 1977 | 1,68 m |  | Sparta&K Vidnoe          |  |
| 10 | Russia (bandiera)                          | P     | Ilona Korstin         | 1980 | 1,82 m |  | Salamanca                |  |
| 11 | Russia (bandiera)                          | C     | Natal'ja Vieru        | 1989 | 1,98 m |  | Sparta&K Vidnoe          |  |
| 12 | Russia (bandiera)                          | C     | Irina Osipova         | 1981 | 1,96 m |  | Istanbul Universitesi SK |  |
| 13 | Russia (bandiera)                          | AG    | Anna Petrakova        | 1984 | 1,89 m |  | UMMC Ekaterinburg        |  |
| 14 | Russia (bandiera)                          | AP    | Natal'ja Žedik        | 1988 | 1,82 m |  | Nadezhda Orenburg        |  |
| 15 | Russia (bandiera)                          | C     | Nadežda Grišaeva      | 1989 | 1,95 m |  | Arras                    |  |

- Allenatore:  Boris Sokolovskij

Fase a gironi - Gruppo B
| Arbitri: | Recep Ankaralı Peng Ling Samir Abaakil |

|             |          |               |
| Smith 20    | Punti    | 14 Hammon     |
| Thorburn 6  | Assist   | 6 Daniločkina |
| T. Tatham 5 | Rimbalzi | 12 Osipova    |

| Arbitri: | Guerrino Cerebuch Ilija Belošević Snehal Bendke |

|                  |          |          |
| Beljakova 14     | Punti    | 15 Érika |
| tre giocatrici 3 | Assist   | 4 Karla  |
| Grišaeva 8       | Rimbalzi | 18 Érika |

| Arbitri: | Felicia Grinter Rabah Noujaim Jorge Vázquez |

|                    |          |              |
| Stafford 18        | Punti    | 12 Beljakova |
| Collins, Leedham 3 | Assist   | 6 Hammon     |
| Page 7             | Rimbalzi | 9 Osipova    |

| Arbitri: | Cristiano Maranho Fernando Sampietro Robert Lottermoser |

|               |          |                   |
| Osipova 15    | Punti    | 17 Cambage        |
| Daniločkina 4 | Assist   | 5 Harrower, O'Hea |
| Osipova 9     | Rimbalzi | 10 Cambage        |

| Arbitri: | Pablo Estévez Saša Pukl Shoko Suguro |

|                    |          |                        |
| Dumerc 12          | Punti    | 14 Beljakova           |
| Dumerc 3           | Assist   | 3 Daniločkina, Osipova |
| Beikes, Yacoubou 7 | Rimbalzi | 5 Hammon, Osipova      |

| Squadra       | Pt | G | V | P | PF  | PS  | DP  |
| ------------- | -- | - | - | - | --- | --- | --- |
| Francia       | 10 | 5 | 5 | 0 | 356 | 319 | +37 |
| Australia     | 9  | 5 | 4 | 1 | 314 | 308 | +6  |
| Russia        | 8  | 5 | 3 | 2 | 281 | 259 | +22 |
| Canada        | 7  | 5 | 2 | 3 | 265 | 260 | +5  |
| Brasile       | 6  | 5 | 1 | 4 | 329 | 354 | -25 |
| Gran Bretagna | 5  | 5 | 0 | 5 | 327 | 372 | -45 |

Quarto di finale
| Arbitri: | José Carrion William Kennedy Ling Peng |

|            |          |             |
| Yılmaz 22  | Punti    | 19 Hammon   |
| Vardarlı 6 | Assist   | 5 Hammon    |
| Alben 6    | Rimbalzi | 7 Petrakova |

Semifinale
| Arbitri: | Guerrino Cerebuch Jorge Vázquez Stephen Seibel |

|                        |          |                |
| Daniločkina, Hammon 13 | Punti    | 18 Lawson-Wade |
| Hammon 5               | Assist   | 5 Lawson-Wade  |
| Vieru 8                | Rimbalzi | 8 Gruda        |

Finale 3º-4º posto
| Arbitri: | Jorge Vazquez Felicia Grinter Shoko Suguro |

|            |          |                |
| Jackson 25 | Punti    | 19 Hammon      |
| O'Hea 5    | Assist   | 4 Hammon       |
| Jackson 11 | Rimbalzi | 8 Vodop'janova |

 Russia eliminata. Posizione nella classifica finale: 4º posto

## Pallamano

### Femminile
Rosa
| N° | Naz.              | Nome                  | Ruolo | Data di nascita  | Squadra di club   |
| -- | ----------------- | --------------------- | ----- | ---------------- | ----------------- |
| -  | Russia (bandiera) | Evgenij Trefilov      | All.  | 4 settembre 1955 | -                 |
| 5  | Russia (bandiera) | Ljudmila Postnova     | T     | 11 agosto 1984   | Zvezda Zvenigorod |
| 7  | Russia (bandiera) | Ljudmila Bodneva      | PV    | 15 ottobre 1978  | RK Krim           |
| 10 | Russia (bandiera) | Ekaterina Davydenko   | T     | 7 marzo 1989     | Lada Togliatti    |
| 11 | Russia (bandiera) | Ol'ga Levina          | C     | 4 marzo 1985     | Dinamo Volgograd  |
| 12 | Russia (bandiera) | Anna Sedojkina        | P     | 1º agosto 1984   | Dinamo Volgograd  |
| 15 | Russia (bandiera) | Natal'ja Šipilova     | PV    | 31 dicembre 1979 | Lada Togliatti    |
| 16 | Russia (bandiera) | Marija Sidorova       | P     | 21 novembre 1979 | Lada Togliatti    |
| 18 | Russia (bandiera) | Nadežda Murav'ëva     | C     | 30 giugno 1980   | Lada Togliatti    |
| 21 | Russia (bandiera) | Viktorija Žilinskajte | T     | 6 marzo 1989     | Lada Togliatti    |
| 22 | Russia (bandiera) | Ekaterina Marennikova | A     | 29 aprile 1982   | Lada Togliatti    |
| 24 | Russia (bandiera) | Irina Bliznova        | T     | 6 ottobre 1986   | Lada Togliatti    |
| 25 | Russia (bandiera) | Ėmilija Turej         | A     | 6 ottobre 1984   | Rostov-Don        |
| 26 | Russia (bandiera) | Tat'jana Chmyrova     | C     | 6 febbraio 1990  | Dinamo Volgograd  |
| 29 | Russia (bandiera) | Ol'ga Černoivanenko   | A     | 17 aprile 1989   | Lada Togliatti    |

Fase a gironi - Gruppo A
| Arbitro: | Nachevski, Nikolov |

|               |           |             |
| L. Postnova 5 | Marcatori | 5 I. Guialo |

| Arbitro: | Bonaventura, Bonaventura |

|          |           |                              |
| L. Byl 5 | Marcatori | 5 E. Turej, O. Černoivanenko |

| Arbitro: | Marina, Minore |

|            |           |               |
| E. Turej 6 | Marcatori | 10 A. Penezić |

| Arbitro: | Lazaar, Reveret |

|             |           |                     |
| E. Turej 10 | Marcatori | 10 A. do Nascimento |

| Arbitro: | Abrahamsen, Kristiansen |

|                |           |                                          |
| K. Bulatović 7 | Marcatori | 4 O. Levina, E. Marennikova, I. Bliznova |

| Squadra       | Pt | G | V | N | P | PF  | PS  | DP  |
| ------------- | -- | - | - | - | - | --- | --- | --- |
| Brasile       | 8  | 5 | 4 | 0 | 1 | 137 | 122 | +15 |
| Croazia       | 8  | 5 | 4 | 0 | 1 | 145 | 115 | +30 |
| Russia        | 7  | 5 | 3 | 1 | 1 | 151 | 126 | +26 |
| Montenegro    | 5  | 5 | 2 | 1 | 2 | 137 | 123 | +14 |
| Angola        | 2  | 5 | 1 | 0 | 4 | 132 | 142 | -10 |
| Gran Bretagna | 0  | 5 | 0 | 0 | 5 | 91  | 166 | -52 |

Quarti di finale
| Arbitro: | Raluy Lopez, Sabroso |

|                          |           |              |
| L. Postnova, O. Levina 5 | Marcatori | 6 Gwon H.-N. |

- Russia eliminata ai quarti di finale. Posizione nella classifica finale: 5º posto

## Pallavolo/Beach volley

### Beach volley

#### Maschile

##### Coppia Prokop'ev - Semënov
Rosa
|  | Naz.              |  | Sportivo           | Anno | Alt.   |  |
|  | ----------------- |  | ------------------ | ---- | ------ |  |
|  | Russia (bandiera) |  | Konstantin Semënov | 1989 | 2,10 m |  |
|  | Russia (bandiera) |  | Sergej Prokop'ev   | 1986 | 1,93 m |  |

Fase a gironi - Girone C
| Londra 28 luglio 2012, ore 12:00 BST | Brink-Reckermann                  | 2 – 0 (21-19; 21-17) referto | Semënov-Prokop'ev | Horse Guards Parade\| Arbitri: \| Leijun Wang Miguel Ramirez Rivera \| |
| Arbitri:                             | Leijun Wang Miguel Ramirez Rivera |                              |                   |                                                                        |

| Londra 30 luglio 2012, ore 20:00 BST | Heyer-Chevallier                | 2 – 1 (28-26; 18-21; 15-13) referto | Semënov-Prokop'ev | Horse Guards Parade\| Arbitri: \| Catriona Tweedie Richard Casutt \| |
| Arbitri:                             | Catriona Tweedie Richard Casutt |                                     |                   |                                                                      |

| Londra 1º agosto 2012, ore 11:00 BST | Xu-Wu                                                 | 1 – 2 (27-29; 21-17; 12-15) referto | Semënov-Prokop'ev | Horse Guards Parade\| Arbitri: \| Maria Paes Villas-Boas da Fonse José Padron Hernandez \| |
| Arbitri:                             | Maria Paes Villas-Boas da Fonse José Padron Hernandez |                                     |                   |                                                                                            |

| Pos. | Coppie            | Pt | G | V | P | Sv | Sp | Sr    | Pv  | Pp  | Pr    |
| ---- | ----------------- | -- | - | - | - | -- | -- | ----- | --- | --- | ----- |
| 1    | Brink-Reckermann  | 6  | 3 | 3 | 0 | 6  | 1  | 6.000 | 133 | 114 | 1.167 |
| 2    | Heyer-Chevallier  | 5  | 3 | 2 | 1 | 4  | 4  | 1.000 | 145 | 153 | 0.948 |
| 3    | Semënov-Prokop'ev | 4  | 3 | 1 | 2 | 3  | 5  | 0.600 | 158 | 164 | 0.963 |
| 4    | Xu-Wu             | 3  | 3 | 0 | 3 | 3  | 6  | 0.500 | 158 | 163 | 0.969 |

Ottavi di finale
| Londra 4 agosto 2012, ore 22:00 BST | Semënov-Prokop'ev                   | 0 – 2 (14-21; 20-22) referto | Gibb-Rosenthal | Horse Guards Parade\| Arbitri: \| Leijun Wang Darryl Lawrence Friesen \| |
| Arbitri:                            | Leijun Wang Darryl Lawrence Friesen |                              |                |                                                                          |

 Coppia Prokop'ev-Semënov: Eliminata - Posizione nella classifica finale: 9º posto pari merito con  Svizzera,  Norvegia,  Stati Uniti,  Spagna,  Lettonia e  Germania

#### Femminile

##### Coppia Ukolova - Chomjakova
Rosa
|  | Naz.              |  | Sportivo             | Anno | Alt.   |  |
|  | ----------------- |  | -------------------- | ---- | ------ |  |
|  | Russia (bandiera) |  | Evgenija Ukolova     | 1989 | 1,81 m |  |
|  | Russia (bandiera) |  | Ekaterina Chomjakova | 1987 | 1,80 m |  |

Fase a gironi - Girone F
| Londra 29 luglio 2012, ore 9:00 BST | Cicolari-Menegatti        | 2 – 1 (17-21; 21-18; 15-8) referto | Ukolova-Chomjakova | Horse Guards Parade\| Arbitri: \| Marc Berard Damien Searle \| |
| Arbitri:                            | Marc Berard Damien Searle |                                    |                    |                                                                |

| Londra 31 luglio 2012, ore 20:00 BST | Ukolova-Chomjakova                         | 2 – 1 (21-18;28-30;15-13) referto | Lessard-Martin | Horse Guards Parade\| Arbitri: \| Agnieszka Myszkowska Miguel Ramirez Rivera \| |
| Arbitri:                             | Agnieszka Myszkowska Miguel Ramirez Rivera |                                   |                |                                                                                 |

| Londra 2 agosto 2012, ore 15:30 BST | Mullin-Dampney                              | 0 – 2 (23-25; 13-21) referto | Ukolova-Chomjakova | Horse Guards Parade\| Arbitri: \| José Padron Hernandez Miguel Ramirez Rivera \| |
| Arbitri:                            | José Padron Hernandez Miguel Ramirez Rivera |                              |                    |                                                                                  |

| Pos. | Coppie             | Pt | G | V | P | Sv | Sp | Sr    | Pv  | Pp  | Pr    |
| ---- | ------------------ | -- | - | - | - | -- | -- | ----- | --- | --- | ----- |
| 1    | Cicolari-Menegatti | 6  | 3 | 3 | 0 | 6  | 2  | 4.000 | 154 | 122 | 1.262 |
| 2    | Ukolova-Chomjakova | 5  | 3 | 2 | 1 | 5  | 3  | 1.667 | 157 | 150 | 1.047 |
| 3    | Mullin-Dampney     | 3  | 2 | 1 | 1 | 2  | 5  | 0.400 | 119 | 136 | 0.875 |
| 4    | Lessard-Martin     | 3  | 3 | 0 | 3 | 3  | 6  | 0.500 | 156 | 176 | 0.886 |

Ottavi di finale
| Londra 4 agosto 2012, ore 09:00 BST | Ukolova-Chomjakova              | 0 – 2 (12-21; 11-21) referto | Zhang-Xue | Horse Guards Parade\| Arbitri: \| Osvaldo Sumavil Daniel Lee Apol \| |
| Arbitri:                            | Osvaldo Sumavil Daniel Lee Apol |                              |           |                                                                      |

 Coppia Ukolova-Chomjakova: Eliminata - Posizione nella classifica finale: 9º posto pari merito con  Brasile, entrambe le coppie dei  Paesi Bassi, la seconda coppia della  Russia,  Spagna e  Svizzera

##### Coppia Vasina - Vozakova
Rosa
|  | Naz.              |  | Sportivo          | Anno | Alt.   |  |
|  | ----------------- |  | ----------------- | ---- | ------ |  |
|  | Russia (bandiera) |  | Anastasija Vasina | 1987 | 1,87 m |  |
|  | Russia (bandiera) |  | Anna Vozakova     | 1988 | 1,76 m |  |

Fase a gironi - Girone B
| Londra 28 luglio 2012, ore 9:00 BST | Zhang-Xue                     | 1 – 2 (21-18; 14-21; 14-16) referto | Vasina-Vozakova | Horse Guards Parade\| Arbitri: \| Damien Searle Jonas Personeni \| |
| Arbitri:                            | Damien Searle Jonas Personeni |                                     |                 |                                                                    |

| Londra 30 luglio 2012, ore 16:30 BST | Arvaniti-Tsiartsiani                      | 2 – 1 (18-21; 21-13; 15-12) referto | Vasina-Vozakova | Horse Guards Parade\| Arbitri: \| Rui Miranda Carvalho Agnieszka Myszkowska \| |
| Arbitri:                             | Rui Miranda Carvalho Agnieszka Myszkowska |                                     |                 |                                                                                |

| Londra 1º agosto 2012, ore 14:30 BST | Kuhn-Zumkehr                       | 1 – 2 (17-21; 21-19; 9-15) referto | Vasina-Vozakova | Horse Guards Parade\| Arbitri: \| Damien Searle Agnieszka Myszkowska \| |
| Arbitri:                             | Damien Searle Agnieszka Myszkowska |                                    |                 |                                                                         |

| Pos. | Coppie               | Pt | G | V | P | Sv | Sp | Sr    | Pv  | Pp  | Pr    |
| ---- | -------------------- | -- | - | - | - | -- | -- | ----- | --- | --- | ----- |
| 1    | Vasina-Vozakova      | 6  | 3 | 2 | 1 | 5  | 4  | 1.250 | 156 | 150 | 1.040 |
| 2    | Zhang-Xue            | 5  | 3 | 2 | 1 | 5  | 3  | 1.667 | 143 | 135 | 1.059 |
| 3    | Kuhn-Zumkehr         | 4  | 3 | 1 | 2 | 4  | 4  | 1.000 | 136 | 139 | 0.978 |
| 4    | Arvaniti-Tsiartsiani | 4  | 3 | 1 | 2 | 2  | 5  | 0.400 | 119 | 130 | 0.915 |

Ottavi di finale
| Londra 3 agosto 2012, ore 22:00 BST | D. Schwaiger-S. Schwaiger                            | 2 – 1 (21-17; 16-21; 15-9) referto | Vasina-Vozakova | Horse Guards Parade\| Arbitri: \| Agnieszka Myszkowska Maria Paes Villas-Boas da Fonse \| |
| Arbitri:                            | Agnieszka Myszkowska Maria Paes Villas-Boas da Fonse |                                    |                 |                                                                                           |

 Coppia Vasina-Vozakova: Eliminata - Posizione nella classifica finale: 9º posto pari merito con  Brasile, entrambe le coppie dei  Paesi Bassi, la seconda coppia della  Russia,  Spagna e  Svizzera

### Pallavolo

#### Torneo maschile
Rosa
| N° | Nome              | Ruolo | Data di nascita   | Nazionalità sportiva  |
| -- | ----------------- | ----- | ----------------- | --------------------- |
| -  | Vladimir Alekno   | All   | 4 dicembre 1966   | Zenit-Kazan           |
| 3  | Nikolaj Apalikov  | C     | 26 agosto 1982    | Zenit-Kazan           |
| 4  | Taras Chtej       | S     | 22 maggio 1982    | Belogor'e             |
| 5  | Sergej Grankin    | P     | 21 gennaio 1985   | Dinamo Mosca          |
| 8  | Sergej Tetjuchin  | S     | 23 settembre 1975 | Belogor'e             |
| 9  | Aleksandr Sokolov | L     | 1º marzo 1982     | Fakel                 |
| 10 | Jurij Berežko     | S     | 27 gennaio 1984   | Zenit-Kazan           |
| 12 | Aleksandr But'ko  | P     | 18 marzo 1986     | Lokomotiv Novosibirsk |
| 13 | Dmitrij Muserskij | C     | 19 ottobre 1988   | Belogor'e             |
| 15 | Dmitrij Il'inych  | S     | 31 gennaio 1987   | Belogor'e             |
| 17 | Maksim Michajlov  | S/O   | 19 marzo 1988     | Zenit-Kazan           |
| 18 | Aleksandr Volkov  | C     | 14 febbraio 1985  | Zenit-Kazan           |
| 20 | Aleksej Območaev  | L     | 22 maggio 1989    | Zenit-Kazan           |

Prima fase - Girone B
| Arbitri: | Simone Santi Frans Loderus |

|                                                         |       |                                      |
| M. Michajlov 21 A. Volkov 13 T. Chtej 11 D. Muserskij 8 | Punti | 10 G. Grozer 10 J. Schöps 8 M. Böhme |

| Arbitri: | Béla Hóbor Ning Wang |

|                                                          |       |                                                             |
| M. Endres 13 L. Vissotto 8 S. dos Santos 7 L. Saatkamp 7 | Punti | 13 D. Muserskij 12 M. Michajlov 6 N. Apalikov 6 D. Il'inych |

| Arbitri: | Akihiko Tano Mitchell Davidson |

|                                                             |       |                         |
| M. Michajlov 15 N. Apalikov 9 S. Tetjuchin 8 D. Muserskij 7 | Punti | 14 H. Nagga 9 I. Moalla |

| Arbitri: | Béla Hóbor Rolando Cholakian |

|                                                             |       |                                                     |
| M. Michajlov 27 S. Tetjuchin 21 A. Volkov 16 D. Il'inych 10 | Punti | 18 M. Anderson 14 C. Stanley 12 D. Lee 11 W. Priddy |

| Arbitri: | Rolando Cholakian Susana Rodriguez |

|                                                          |       |                               |
| M. Michajlov 18 T. Chtej 10 N. Apalikov 8 D. Muserskij 7 | Punti | 18 A. Atanasijević 6 B. Janić |

| Pos | Nazione     | Punti | Partite | Partite | Partite | Set   | Set   | Ratio | Punti | Punti  | Ratio |
| Pos | Nazione     | Punti | Giocate | Vinte   | Perse   | Vinti | Persi | Ratio | Fatti | Subiti | Ratio |
| --- | ----------- | ----- | ------- | ------- | ------- | ----- | ----- | ----- | ----- | ------ | ----- |
| 1   | Stati Uniti | 13    | 5       | 4       | 1       | 14    | 4     | 3,500 | 427   | 370    | 1,154 |
| 2   | Brasile     | 11    | 5       | 4       | 1       | 13    | 5     | 2,600 | 427   | 370    | 1,103 |
| 3   | Russia      | 11    | 5       | 4       | 1       | 12    | 5     | 2,400 | 408   | 352    | 1,159 |
| 4   | Germania    | 5     | 5       | 2       | 3       | 6     | 11    | 0,545 | 379   | 388    | 0,977 |
| 5   | Serbia      | 5     | 5       | 1       | 4       | 7     | 13    | 0,538 | 413   | 455    | 0,908 |
| 6   | Tunisia     | 0     | 5       | 0       | 5       | 1     | 15    | 0,067 | 294   | 395    | 0,744 |

Quarti di finale
| Arbitri: | Frans Loderus Nasr Shaaban |

|                                         |       |                                                            |
| Z. Bartman 14 B. Kurek 8 M. Winiarski 7 | Punti | 13 M. Michajlov 12 D. Muserskij 9 A. Volkov 6 S. Tetjuchin |

Semifinale
| Arbitri: | Ning Wang Denny Cespedes |

|                                            |       |                                                          |
| C. Sokolov 16 T. Aleksiev 15 T. Skrimov 11 | Punti | 25 M. Michajlov 13 T. Chtej 11 S. Tetjuchin 10 A. Volkov |

Finale
| Arbitri: | Béla Hóbor Akihiko Tano |

| |       | |
| D. Muserskij 31 M. Michajlov 17 S. Tetjuchin 12 N. Apalikov 6 A. Volkov 6 S. Grankin 4 A. But'ko 2 D. Il'inych 2 T. Chtej 1 | Punti | 27 W. Souza 18 M. Endres 14 S. dos Santos 9 L. Saatkamp 5 D. do Amaral 3 B. de Rezende 1 R. Santana |

#### Torneo femminile
Rosa
| N° | Nome                 | Ruolo | Data di nascita  | Nazionalità sportiva |
| -- | -------------------- | ----- | ---------------- | -------------------- |
| -  | Sergej Ovčinnikov    | All   | -                | -                    |
| 1  | Marija Borodakova    | C     | 8 marzo 1986     | Dinamo-Kazan         |
| 3  | Marija Duskrjadčenko | C     | 9 marzo 1984     | Dinamo Mosca         |
| 4  | Evgenija Artamonova  | S     | 17 giugno 1975   | Uraločka             |
| 5  | Ljubov' Sokolova     | S     | 4 dicembre 1977  | Fenerbahçe           |
| 6  | Anna Levčenko        | P     | 12 luglio 1981   | Russia (bandiera)    |
| 7  | Svetlana Krjučkova   | L     | 21 febbraio 1985 | Dinamo Mosca         |
| 8  | Natalija Hončarova   | S     | 1º giugno 1989   | Dinamo Mosca         |
| 11 | Ekaterina Gamova     | S/O   | 17 ottobre 1980  | Dinamo-Kazan         |
| 13 | Evgenija Starceva    | P     | 12 febbraio 1989 | Dinamo Krasnodar     |
| 14 | Ekaterina Kabešova   | L     | 5 agosto 1986    | Dinamo-Kazan         |
| 15 | Tat'jana Košeleva    | S     | 23 dicembre 1988 | Dinamo Krasnodar     |
| 16 | Julija Merkulova     | C     | 17 febbraio 1984 | Dinamo Mosca         |

Prima fase - Girone A
| Arbitri: | Patricia Salvatore Rogério Espicalski |

|                                      |       |                                                 |
| L. Beattie 11 R. Bragg 6 G. Carter 6 | Punti | 14 N. Hončarova 13 E. Gamova 8 M. Duskrjadčenko |

| Arbitri: | Rogério Espicalski Karin Zahorcova |

|                                           |       |                                                  |
| B. de la Cruz 26 C. Arias 17 M. Cabral 16 | Punti | 22 E. Gamova 14 N. Hončarova 12 M. Duskrjadčenko |

| Arbitri: | Janpen Jirakakul Brian McDougall |

|                                             |       |                                                    |
| S. Boukhima 6 Z. Bensalem 5 M. Abderrahim 5 | Punti | 12 L. Sokolova 11 M. Duskrjadčenko 10 N. Hončarova |

| Arbitri: | Jose Mercado Zorica Bjelić |

|                                      |       |                                               |
| S. Sakoda 23 S. Kimura 23 K. Inoue 9 | Punti | 29 E. Gamova 26 N. Hončarova 11 E. Artamonova |

| Arbitri: | Zorica Bjelić Wang Ning |

|                                             |       |                                             |
| S. Gioli 21 L. Bosetti 19 C. Costagrande 13 | Punti | 33 N. Hončarova 31 E. Gamova 10 L. Sokolova |

| Pos | Nazione         | Punti | Partite | Partite | Partite | Set   | Set   | Ratio | Punti | Punti  | Ratio |
| Pos | Nazione         | Punti | Giocate | Vinte   | Perse   | Vinti | Persi | Ratio | Fatti | Subiti | Ratio |
| --- | --------------- | ----- | ------- | ------- | ------- | ----- | ----- | ----- | ----- | ------ | ----- |
| 1   | Russia          | 14    | 5       | 5       | 0       | 15    | 4     | 3,750 | 459   | 352    | 1,304 |
| 2   | Italia          | 13    | 5       | 4       | 1       | 14    | 5     | 2,800 | 444   | 368    | 1,207 |
| 3   | Giappone        | 9     | 5       | 3       | 2       | 11    | 6     | 1,833 | 401   | 335    | 1,197 |
| 4   | Rep. Dominicana | 6     | 5       | 2       | 3       | 8     | 9     | 0,889 | 374   | 362    | 1,033 |
| 5   | Gran Bretagna   | 2     | 5       | 1       | 4       | 3     | 14    | 0,214 | 295   | 398    | 0,741 |
| 6   | Algeria         | 1     | 5       | 0       | 5       | 2     | 15    | 0,133 | 252   | 410    | 0,615 |

Quarti di finale
| Arbitri: | Akihiko Tano Ibrahim Al-Naama |

|                                             |       |                                                 |
| L. Sokolova 28 N. Hončarova 25 E. Gamova 25 | Punti | 27 S. de Castro 24 T. de Menezes 15 F. Claudino |

 Russia eliminata ai quarti di finale. Posizione nella classifica finale: 5º posto

## Pentathlon moderno
| Atleta                | Evento         | Scherma   | Scherma   | Scherma  | Nuoto   | Nuoto     | Nuoto    | Equitazione | Equitazione | Equitazione | Combinato: corsa/pistola | Combinato: corsa/pistola | Combinato: corsa/pistola | Totale | Posizione finale |
| Atleta                | Evento         | Risultati | Posizione | PM punti | Tempo   | Posizione | PM punti | Penalità    | Posizione   | Punti PM    | Tempo                    | Posizione                | Punti PM                 | Totale | Posizione finale |
| --------------------- | -------------- | --------- | --------- | -------- | ------- | --------- | -------- | ----------- | ----------- | ----------- | ------------------------ | ------------------------ | ------------------------ | ------ | ---------------- |
| Aleksandr Lesun       | Gara maschile  | 25–10     | 2º        | 1000     | 2'04"29 | 14º       | 1312     | 88          | 23º         | 1112        | 11'05"83                 | 25º                      | 2340                     | 5764   | 4º               |
| Andrej Moiseev        | Gara maschile  | 22–13     | 5º        | 928      | 2'02"71 | =10º      | 1328     | 60          | 13º         | 1140        | 11'05"28                 | 24º                      | 2340                     | 5736   | 7º               |
| Evdokija Grečišnikova | Gara femminile | 22-13     | 4ª        | 928      | 2'26"75 | 31ª       | 1040     | 1240        | 36ª         | 0           | 12'59"87                 | 30ª                      | 1884                     | 3852   | 35ª              |
| Ekaterina Churas'kina | Gara femminile | 18-17     | 16ª       | 832      | 2'29"07 | 34ª       | 1012     | 40          | 7ª          | 1160        | 11'59"04                 | 9ª                       | 2124                     | 5128   | 17ª              |

## Pugilato
Maschile
| Atleta             | Evento                      | Sedicesimi               | Ottavi di finale                 | Quarti di finale          | Semifinali                   | Finale                         | Pos. |
| Atleta             | Evento                      | Avversario Risultato     | Avversario Risultato             | Avversario Risultato      | Avversario Risultato         | Avversario Risultato           | Pos. |
| ------------------ | --------------------------- | ------------------------ | -------------------------------- | ------------------------- | ---------------------------- | ------------------------------ | ---- |
| David Ajrapetjan   | Pesi mosca leggeri (-49 kg) | Bye                      | J.O. Marcano (PUR) V 15–13       | F. Pehlivan (TUR) V 19–11 | K. Pongprayoon (THA) P 12–13 | non qualificato                |      |
| Michail Alojan     | Pesi mosca (-52 kg)         | Bye                      | S. Brahimi (ALG) V 14–9          | J. Cintron (PUR) V 23–13  | T. Nyambayaryn (MGL) P 11–15 | non qualificato                |      |
| Sergej Vodop'janov | Pesi gallo (-56 kg)         | A.E. Melian (ARG) V 12-5 | R. Vieira de Jesus (BRA) P 11–13 | non qualificato           | non qualificato              | non qualificato                | 9°   |
| Andrej Zamkovoj    | Pesi welter (-69 kg)        | Q. Mai (CHN) V 16–11     | A. Nolan (IRL) V 18–9            | E. Spence (USA) V 16–11   | S. Sapiev (KAZ) P 12–18      | non qualificato                |      |
| Egor Mechoncev     | Pesi mediomassimi (-81 kg)  | Bye                      | D. Hooper (AUS) V 19-11          | E. Rasulov (UZB) V 19-15  | Y. Florentino (BRA) V 23-11  | A. Nijazymbetov (KAZ) V +15-15 |      |
| Artur Beterbiev    | Pesi massimi (-91 kg)       | N.D.                     | M. Hunter (USA) V +10-10         | O. Usyk (UKR) P 13-17     | non qualificato              | non qualificato                | 5°   |
| Magomed Omarov     | Pesi supermassimi (+91 kg)  | N.D.                     | D. Breazeale (USA) V 19-8        | M. Medžidov (AZE) P 14-17 | non qualificato              | non qualificato                | 5°   |

Femminile
| Atleta            | Evento                | Ottavi di finale        | Quarti di finale          | Semifinali              | Finale                   | Pos. |
| Atleta            | Evento                | Avversario Risultato    | Avversario Risultato      | Avversario Risultato    | Avversario Risultato     | Pos. |
| ----------------- | --------------------- | ----------------------- | ------------------------- | ----------------------- | ------------------------ | ---- |
| Elena Savel'eva   | Pesi mosca (-51 kg)   | K.-H. Song (PRK) V 12–9 | R. Cancan (CHN) P 8–10    | non qualificata         | non qualificata          | 5ª   |
| Sof'ja Očigava    | Pesi leggeri (-60 kg) | Bye                     | A. Pritchard (NZL) V 22–4 | A. Araujo (BRA) V 17–11 | K. Taylor (IRL) P 8–10   |      |
| Nadežda Torlopova | Pesi medi (-75 kg)    | Bye                     | E. Ogoke (NGR) V 18–8     | J. Li (CHN) V 12–10     | C. Shields (USA) P 12-19 |      |

## Scherma
Maschile
| Atleta                                                                 | Evento               | Trentaduesimi        | Sedicesimi                  | Ottavi di finale            | Quarti di finale           | Semifinali                        | Finale                                  | Pos. |
| Atleta                                                                 | Evento               | Avversario Risultato | Avversario Risultato        | Avversario Risultato        | Avversario Risultato       | Avversario Risultato              | Avversario Risultato                    | Pos. |
| ---------------------------------------------------------------------- | -------------------- | -------------------- | --------------------------- | --------------------------- | -------------------------- | --------------------------------- | --------------------------------------- | ---- |
| Pavel Suchov                                                           | Spada individuale    | N.D.                 | Jung J.-s. (KOR) P (11-15)  | non qualificato             | non qualificato            | non qualificato                   | non qualificato                         | 17°  |
| Artur Achmatchuzin                                                     | Fioretto individuale | Bye                  | R. Kruse (GBR) V (15-5)     | Ma J. (CHN) P (11-15)       | non qualificato            | non qualificato                   | non qualificato                         | 9°   |
| Aleksej Čeremisinov                                                    | Fioretto individuale | Bye                  | T. Ayad (EGY) V (15-8)      | A. Massialas (USA) V (15-6) | A. Baldini (ITA) P (5-15)  | non qualificato                   | non qualificato                         | 5°   |
| Renal Ganeev                                                           | Fioretto individuale | Bye                  | S. Bachmann (GER) P (9-15)  | non qualificato             | non qualificato            | non qualificato                   | non qualificato                         | 17°  |
| Artur Achmatchuzin Aleksej Čeremisinov Renal Ganeev Aleksej Chovanskij | Fioretto a squadre   | N.D.                 | N.D.                        | N.D.                        | Germania P (40-44)         | Qualif. semifinali Cina V (45-40) | Finale 5º posto Gran Bretagna V (45-35) | 5°   |
| Nikolaj Kovalëv                                                        | Sciabola individuale | Bye                  | J. Williams (USA) V (15-12) | Won W.-y. (KOR) V (15-11)   | N. Limbach (GER) V (15-12) | Á. Szilágyi (HUN) P (7-15)        | R. Dumitrescu (ROU) V (15-10)           |      |
| Veniamin Rešetnikov                                                    | Sciabola individuale | Bye                  | T. Morehouse (USA) P (6-15) | non qualificato             | non qualificato            | non qualificato                   | non qualificato                         | 17°  |
| Aleksej Jakimenko                                                      | Sciabola individuale | Bye                  | H. Jansen (VEN) V (15-4)    | D. Homer (USA) P (14-15)    | non qualificato            | non qualificato                   | non qualificato                         | 9°   |
| Nikolaj Kovalëv Veniamin Rešetnikov Aleksej Jakimenko                  | Sciabola a squadre   | N.D.                 | N.D.                        | N.D.                        | Stati Uniti V (45-33)      | Romania P (43-45)                 | 3º posto Italia P (40-45)               | 4°   |

Femminile
| Atleta                                                                  | Evento               | Trentaduesimi        | Sedicesimi                    | Ottavi di finale           | Quarti di finale           | Semifinali                 | Finale                         | Pos. |
| Atleta                                                                  | Evento               | Avversario Risultato | Avversario Risultato          | Avversario Risultato       | Avversario Risultato       | Avversario Risultato       | Avversario Risultato           | Pos. |
| ----------------------------------------------------------------------- | -------------------- | -------------------- | ----------------------------- | -------------------------- | -------------------------- | -------------------------- | ------------------------------ | ---- |
| Violetta Kolobova                                                       | Spada individuale    | Bye                  | M. Sozanska (GER) P (14-15)   | non qualificata            | non qualificata            | non qualificata            | non qualificata                | 17ª  |
| Ljubov' Šutova                                                          | Spada individuale    | Bye                  | J. Šemjakina (UKR) P (12-14)  | non qualificata            | non qualificata            | non qualificata            | non qualificata                | 17ª  |
| Anna Sivkova                                                            | Spada individuale    | Bye                  | Jung H.-j. (KOR) V (15-12)    | A. Măroiu (ROU) P (11-15)  | non qualificata            | non qualificata            | non qualificata                | 9ª   |
| Violetta Kolobova Ljubov' Šutova Anna Sivkova Tat'jana Logunova         | Spada a squadre      | N.D.                 | N.D.                          | N.D.                       | Ucraina V (45-34)          | Cina P (19-20)             | 3º posto Stati Uniti P (30-31) | 4ª   |
| Aida Šanaeva                                                            | Fioretto individuale | Bye                  | Jung G.-o. (KOR) P (14-15)    | non qualificata            | non qualificata            | non qualificata            | non qualificata                | 17ª  |
| Inna Deriglazova                                                        | Fioretto individuale | Bye                  | Y. Thibus (FRA) P (8-15)      | non qualificata            | non qualificata            | non qualificata            | non qualificata                | 17ª  |
| Kamilla Gafurzjanova                                                    | Fioretto individuale | Bye                  | M. Synoradzka (POL) V (15-8)  | A. Errigo (ITA) P (7-15)   | non qualificata            | non qualificata            | non qualificata                | 9ª   |
| Aida Šanaeva Inna Deriglazova Kamilla Gafurzjanova Larisa Korobejnikova | Fioretto a squadre   | N.D.                 | N.D.                          | N.D.                       | Giappone V (45-17)         | Corea del Sud V (44-32)    | Italia P (31-45)               |      |
| Julija Gavrilova                                                        | Sciabola individuale | N.D.                 | Y. Zhivitsa (KAZ) V (15-7)    | Zhu M. (CHN) P (11-15)     | non qualificata            | non qualificata            | non qualificata                | 9ª   |
| Sofija Velikaja                                                         | Sciabola individuale | N.D.                 | L. Moutoussamy (ALG) V (15-6) | A. Benítez (VEN) V (15-10) | D. Wozniak (USA) V (15-13) | O. Charlan (UKR) V (15-12) | Kim J.-y. (KOR) P (9-15)       |      |

## Sollevamento pesi
Maschile
| Atleta             | Evento  | Strappo                    | Strappo                    | Slancio                    | Slancio                    | Totale                     | Classifica                 |
| Atleta             | Evento  | Risultato                  | Classifica                 | Risultato                  | Classifica                 | Totale                     | Classifica                 |
| ------------------ | ------- | -------------------------- | -------------------------- | -------------------------- | -------------------------- | -------------------------- | -------------------------- |
| Apti Auchadov      | -85 kg  | 175 kg                     | 2º                         | 210 kg                     | 2º                         | 385 kg                     |                            |
| Aleksandr Ivanov   | -94 kg  | 185 kg                     | 1º                         | 224 kg                     | 4º                         | 409 kg                     |                            |
| Andrej Demanov     | -94 kg  | 182 kg                     | 5º                         | 225 kg                     | 3º                         | 407 kg                     | 4º                         |
| Chadžimurat Akkaev | -105 kg | ritirato per cause mediche | ritirato per cause mediche | ritirato per cause mediche | ritirato per cause mediche | ritirato per cause mediche | ritirato per cause mediche |
| Dmitrij Klokov     | -105 kg | ritirato per cause mediche | ritirato per cause mediche | ritirato per cause mediche | ritirato per cause mediche | ritirato per cause mediche | ritirato per cause mediche |
| Ruslan Albegov     | +105 kg | 208 kg                     | 1º                         | 240 kg                     | 4º                         | 448 kg                     |                            |

Femminile
| Atleta               | Evento | Strappo   | Strappo    | Slancio   | Slancio    | Totale | Classifica |
| Atleta               | Evento | Risultato | Classifica | Risultato | Classifica | Totale | Classifica |
| -------------------- | ------ | --------- | ---------- | --------- | ---------- | ------ | ---------- |
| Svetlana Carukaeva   | -63 kg | 112 kg    | 1ª         | 125 kg    | 4ª         | 237 kg |            |
| Nadežda Evstjuchina  | -75 kg | 125 kg    | DNF        | -         | -          | -      | DNF        |
| Natal'ja Zabolotnaja | -75 kg | 131 kg    | 1ª         | 160 kg    | 2ª         | 291 kg |            |
| Tat'jana Kaširina    | +75 kg | 151 kg    | 1ª         | 181 kg    | 2ª         | 332 kg |            |

## Taekwondo
Maschile
| Atleta            | Evento | Ottavi                            | Quarti                       | Semifinale              | Ripescaggio Turno 1  | Ripescaggio Turno 2     | Finale               | Classifica      |
| Atleta            | Evento | Avversario Risultato              | Avversario Risultato         | Avversario Risultato    | Avversario Risultato | Avversario Risultato    | Avversario Risultato | Classifica      |
| ----------------- | ------ | --------------------------------- | ---------------------------- | ----------------------- | -------------------- | ----------------------- | -------------------- | --------------- |
| Aleksej Denisenko | −58 kg | H. Oviedo (CRC) V (5-2)           | Wei C.-y. (TPE) V (10-7) SDP | Lee D.-h. (KOR) P (6-7) | Bye                  | S. Khalil (AUS) V (3-1) | non qualificato      |                 |
| Gadži Umarov      | +80 kg | F. Coulombe-Fortier (CAN) P (3-7) | non qualificato              | non qualificato         | non qualificato      | non qualificato         | non qualificato      | non qualificato |

Femminile
| Atleta                 | Evento | Ottavi                        | Quarti                   | Semifinale               | Ripescaggio Turno 1  | Ripescaggio Turno 2     | Finale               | Classifica      |
| Atleta                 | Evento | Avversario Risultato          | Avversario Risultato     | Avversario Risultato     | Avversario Risultato | Avversario Risultato    | Avversario Risultato | Classifica      |
| ---------------------- | ------ | ----------------------------- | ------------------------ | ------------------------ | -------------------- | ----------------------- | -------------------- | --------------- |
| Kristina Kim           | −49 kg | C. Sonkham (THA) P (1-13) PTG | non qualificata          | non qualificata          | non qualificata      | non qualificata         | non qualificata      | non qualificata |
| Anastasija Baryšnikova | +67 kg | K. Ben Hamza (TUN) V (12-6)   | N. Rajher (SLO) V (11-9) | M. Mandić (SRB) P (3-11) | Bye                  | Lee I.-J. (KOR) V (7-6) | non qualificata      |                 |

## Tennis
Maschile
| Atleta                           | Evento  | 32-esimi                                | 16-esimi                                     | Ottavi                                          | Quarti               | Semifinali           | Finale               | Pos.            |
| Atleta                           | Evento  | Avversario Risultato                    | Avversario Risultato                         | Avversario Risultato                            | Avversario Risultato | Avversario Risultato | Avversario Risultato | Pos.            |
| -------------------------------- | ------- | --------------------------------------- | -------------------------------------------- | ----------------------------------------------- | -------------------- | -------------------- | -------------------- | --------------- |
| Alex Bogomolov Jr.               | Singolo | C. Berlocq (ARG) V 2-0 (7-5, 7-67-5)    | N. Almagro (ESP) P 0-2 (2-6, 2-6)            | non qualificato                                 | non qualificato      | non qualificato      | non qualificato      | non qualificato |
| Nikolaj Davydenko                | Singolo | R. Štěpánek (CZE) V 2-0 (6-4, 6-3)      | K. Nishikori (JPN) P 1-2 (6-4, 4-6, 1-6)     | non qualificato                                 | non qualificato      | non qualificato      | non qualificato      | non qualificato |
| Dmitrij Tursunov                 | Singolo | F. López (ESP) P 1-2 (7-67-5, 2-6, 7-9) | non qualificato                              | non qualificato                                 | non qualificato      | non qualificato      | non qualificato      | non qualificato |
| Michail Južnyj                   | Singolo | J. Benneteau (FRA) P 1-2 (5-7, 3-6)     | non qualificato                              | non qualificato                                 | non qualificato      | non qualificato      | non qualificato      | non qualificato |
| Nikolaj Davydenko Michail Južnyj | Doppio  | N.D.                                    | C. Kas/ P. Petzschner (GER) V 2-0 (7-5, 7-5) | B. Bryan/ M. Bryan (USA) P 0-2 (6-76-8, 6-71-7) | non qualificati      | non qualificati      | non qualificati      | non qualificati |

Femminile
| Atleta                           | Evento  | 32-esimi                                | 16-esimi                                                    | Ottavi                                            | Quarti                                           | Semifinali                                      | Finale                                           | Pos.            |
| Atleta                           | Evento  | Avversario Risultato                    | Avversario Risultato                                        | Avversario Risultato                              | Avversario Risultato                             | Avversario Risultato                            | Avversario Risultato                             | Pos.            |
| -------------------------------- | ------- | --------------------------------------- | ----------------------------------------------------------- | ------------------------------------------------- | ------------------------------------------------ | ----------------------------------------------- | ------------------------------------------------ | --------------- |
| Marija Kirilenko                 | Singolo | M. Duque Mariño (COL) V 2-0 (6-0, 1-1r) | H. Watson (GBR) V 2-0 (6-3, 6-2)                            | J. Görges (GER) V 2-0 (7-67-5, 6-3)               | P. Kvitová (CZE) V 2-0 (7-67-3, 6-3)             | M. Šarapova (RUS) P 0-2 (2-6, 3-6)              | V. Azaranka (BLR) P 0-2 (3-6, 4-6)               | 4ª              |
| Nadia Petrova                    | Singolo | Zheng J. (CHN) V 2-0 (6-4, 7-69-7)      | A. Tatišvili (GEO) V 2-1 (6-3, 6-75-7, 6-2)                 | V. Azaranka (BLR) P 0-2 (6-76-8, 4-6)             | non qualificata                                  | non qualificata                                 | non qualificata                                  | non qualificata |
| Marija Šarapova                  | Singolo | S. Peer (ISR) V 2-0 (6-2, 6-0)          | L. Robson (GBR) V 2-1 (7-67-5, 6-3)                         | S. Lisicki (GER) V 2-1 (6-78-10, 6-4, 6-3)        | K. Clijsters (BEL) V 2-0 (6-2, 7-5)              | M. Kirilenko (RUS) V 2-0 (6-2, 6-3)             | S. Williams (USA) P 0-2 (0-6, 1-6)               |                 |
| Vera Zvonarëva                   | Singolo | S. Arvidsson (SWE) V 2-0 (7-67-3, 6-4)  | F. Schiavone (ITA) V 2-0 (6-3, 6-3)                         | S. Williams (USA) P 0-2 (1-6, 0-6)                | non qualificata                                  | non qualificata                                 | non qualificata                                  | non qualificata |
| Marija Kirilenko Nadia Petrova   | Doppio  | N.D.                                    | K. Jans-Ignacik/ A. Rosolska (POL) V 2-1 (6-75-7, 6-3, 6-2) | J. Švedova/ G. Voskoboeva (KAZ) V 2-0 (6-3, 6-2)  | Peng S./ Zheng J. (CHN) V 2-1 (7-5, 6-74-7, 6-4) | S. Williams/ V. Williams (USA) P 0-2 (5-7, 4-6) | L. Huber/ L. Raymond (USA) V 2-1 (4-6, 6-4, 6-1) |                 |
| Ekaterina Makarova Elena Vesnina | Doppio  | N.D.                                    | J. Gajdošová/ A. Rodionova (AUS) V 2-0 (6-1, 6-4)           | J. Görges/ A.-L. Grönefeld (GER) V 2-0 (6-2, 6-1) | L. Huber/ L. Raymond (USA) P 0-2 (3-6, 3-6)      | non qualificate                                 | non qualificate                                  | non qualificate |

Misto
| Atleta                       | Evento       | Ottavi                                          | Quarti               | Semifinali           | Finale               | Pos.            |
| Atleta                       | Evento       | Avversario Risultato                            | Avversario Risultato | Avversario Risultato | Avversario Risultato | Pos.            |
| ---------------------------- | ------------ | ----------------------------------------------- | -------------------- | -------------------- | -------------------- | --------------- |
| Elena Vesnina Michail Južnyj | Doppio misto | G. Dulko/ J.M. del Potro (ARG) P 0-2 (3-6, 5-7) | non qualificati      | non qualificati      | non qualificati      | non qualificati |

## Tennis tavolo
Maschile
| Atleta                                          | Evento  | Preliminari          | Round 1              | Round 2                                        | Round 3                                                          | Round 4                               | Quarti di finale     | Semifinale           | Finale               | Pos.            |
| Atleta                                          | Evento  | Avversario Risultato | Avversario Risultato | Avversario Risultato                           | Avversario Risultato                                             | Avversario Risultato                  | Avversario Risultato | Avversario Risultato | Avversario Risultato | Pos.            |
| ----------------------------------------------- | ------- | -------------------- | -------------------- | ---------------------------------------------- | ---------------------------------------------------------------- | ------------------------------------- | -------------------- | -------------------- | -------------------- | --------------- |
| Aleksandr Šibaev                                | Singolo | Bye                  | Bye                  | Bye                                            | A. Gaćina (CRO) P 3-4 (6-11, 7-11, 11-9, 8-11, 11-9, 11-8, 8-11) | non qualificato                       | non qualificato      | non qualificato      | non qualificato      | non qualificato |
| Aleksej Smirnov                                 | Singolo | Bye                  | Bye                  | M. Burģis (LAT) V 4-0 (11-5, 11-5, 11-4, 11-9) | Jiang T. (HKG) P 1-4 (9-11, 5-11, 11-6, 10-12, 10-12)            | non qualificato                       | non qualificato      | non qualificato      | non qualificato      | non qualificato |
| Aleksandr Šibaev Kirill Skačkov Aleksej Smirnov | Squadre | N.D.                 | N.D.                 | N.D.                                           | N.D.                                                             | Cina (CHN) P 1-3 (0-3, 3-2, 0-3, 0-3) | non qualificati      | non qualificati      | non qualificati      | non qualificati |

Femminile
| Atleta           | Evento  | Preliminari          | Round 1                                                             | Round 2                                                                   | Round 3                                          | Round 4              | Quarti di finale     | Semifinale           | Finale               | Pos.            |
| Atleta           | Evento  | Avversario Risultato | Avversario Risultato                                                | Avversario Risultato                                                      | Avversario Risultato                             | Avversario Risultato | Avversario Risultato | Avversario Risultato | Avversario Risultato | Pos.            |
| ---------------- | ------- | -------------------- | ------------------------------------------------------------------- | ------------------------------------------------------------------------- | ------------------------------------------------ | -------------------- | -------------------- | -------------------- | -------------------- | --------------- |
| Jana Noskova     | Singolo | Bye                  | D. Meshref (EGY) P 3-4 (10-12, 11-8, 11-4, 11-9, 12-14, 9-11, 9-11) | non qualificata                                                           | non qualificata                                  | non qualificata      | non qualificata      | non qualificata      | non qualificata      | non qualificata |
| Anna Tichomirova | Singolo | Bye                  | Bye                                                                 | W. T. Monfardini (ITA) V 4-3 (6-11, 11-6, 11-8, 12-14, 8-11, 11-6, 12-10) | A. Fukuhara (JPN) P 0-4 (7-11, 8-11, 9-11, 3-11) | non qualificata      | non qualificata      | non qualificata      | non qualificata      | non qualificata |

## Tiro a segno/volo
Maschile
| Atleta            | Evento                      | Qualificazione | Qualificazione | Finale          | Finale          |
| Atleta            | Evento                      | Punteggio      | Classifica     | Punteggio       | Classifica      |
| ----------------- | --------------------------- | -------------- | -------------- | --------------- | --------------- |
| Aleksej Alipov    | Trap                        | 120            | 13º            | non qualificato | non qualificato |
| Artëm Chadžibekov | Carabina 50m a terra        | 595            | 12º            | non qualificato | non qualificato |
| Artëm Chadžibekov | Carabina 50m 3 posizioni    | 1 165          | 16º            | non qualificato | non qualificato |
| Leonid Ekimov     | Pistola 10m aria compressa  | 582            | 10º            | non qualificato | non qualificato |
| Leonid Ekimov     | Pistola 25m automatica      | 582            | 8º             | non qualificato | non qualificato |
| Leonid Ekimov     | Pistola 50m                 | 560            | 7º Q           | 652,0           | 8º              |
| Vitalij Fokeev    | Double trap                 | 139            | 4º Q           | 184             | 5º              |
| Vladimir Isakov   | Pistola 50m                 | 559            | 10º            | non qualificato | non qualificato |
| Aleksej Kamenskij | Carabina 10m aria compressa | 594            | 15º            | non qualificato | non qualificato |
| Aleksej Klimov    | Pistola 25m automatica      | 592            | 1º Q           | 23              | 4º              |
| Maksim Kosarev    | Trap                        | 121            | 9º             | non qualificato | non qualificato |
| Sergej Kovalenko  | Carabina 50m a terra        | 593            | 19º            | non qualificato | non qualificato |
| Denis Kulakov     | Pistola 10m aria compressa  | 575            | 26º            | non qualificato | non qualificato |
| Vasilij Mosin     | Double trap                 | 140            | 2º Q           | 185             |                 |
| Aleksandr Sokolov | Carabina 10m aria compressa | 593            | 20º            | non qualificato | non qualificato |
| Denis Sokolov     | Carabina 50m 3 posizioni    | 1 164          | 18º            | non qualificato | non qualificato |
| Valerij Šomin     | Skeet                       | 121            | 3º Q           | 144             | 4º              |

Femminile
| Atleta            | Evento                      | Qualificazione | Qualificazione | Finale          | Finale          |
| Atleta            | Evento                      | Punteggio      | Classifica     | Punteggio       | Classifica      |
| ----------------- | --------------------------- | -------------- | -------------- | --------------- | --------------- |
| Marina Belikova   | Skeet                       | 69             | 3ª Q           | 90              | 4ª              |
| Ljubov' Galkina   | Carabina 10m aria compressa | 396            | 10ª            | non qualificata | non qualificata |
| Ljubov' Galkina   | Carabina 50m 3 posizioni    | 577            | 28ª            | non qualificata | non qualificata |
| Ljubov' Jaskevič  | Pistola 10m aria compressa  | 385            | 8ª Q           | 486,0           | 4ª              |
| Anna Mastjanina   | Pistola 25m                 | 578            | 24ª            | non qualificata | non qualificata |
| Kira Mozgalova    | Pistola 25m                 | 585            | 4ª Q           | 786,9           | 5ª              |
| Natal'ja Paderina | Pistola 10m aria compressa  | 375            | 37ª            | non qualificata | non qualificata |
| Elena Tkač        | Trap                        | 70             | 8ª             | non qualificata | non qualificata |
| Dar'ja Vdovina    | Carabina 10m aria compressa | 398            | 3ª Q           | 498,5           | 8ª              |
| Dar'ja Vdovina    | Carabina 50m 3 posizioni    | 585            | 3ª Q           | 680,8           | 7ª              |

## Tiro con l'arco
Femminile
| Atleta                                          | Evento      | Round di qualificazione | Round di qualificazione | 32-esimi                    | 16-esimi                     | Ottavi                           | Quarti                                      | Semifinali                | Finale                       | Pos.            |
| Atleta                                          | Evento      | Punteggio               | Seed                    | Avversario Seed Punteggio   | Avversario Seed Punteggio    | Avversario Seed Punteggio        | Avversario Seed Punteggio                   | Avversario Seed Punteggio | Avversario Seed Punteggio    | Pos.            |
| ----------------------------------------------- | ----------- | ----------------------- | ----------------------- | --------------------------- | ---------------------------- | -------------------------------- | ------------------------------------------- | ------------------------- | ---------------------------- | --------------- |
| Ksenja Perova                                   | Individuale | 659                     | 9ª                      | N. Kamel (EGY) (56) V 6-0   | N. Valeeva (ITA) (24) V 6-2  | I.Y. Rochmawati (INA) (40) V 6-5 | Ki B.-b. (KOR) (1) P 4-6                    | non qualificata           | non qualificata              | non qualificata |
| Inna Stepanova                                  | Individuale | 653                     | 17ª                     | R. Cabral (PHI) (48) V 7-1  | R. Hayakawa (JPN) (16) P 3-7 | non qualificata                  | non qualificata                             | non qualificata           | non qualificata              | non qualificata |
| Kristina Timofeeva                              | Individuale | 650                     | 23ª                     | N. Folkard (GBR) (42) P 4-6 | non qualificata              | non qualificata                  | non qualificata                             | non qualificata           | non qualificata              | non qualificata |
| Ksenja Perova Inna Stepanova Kristina Timofeeva | Squadre     | 1962                    | 6ª                      | N.D.                        | N.D.                         | Regno Unito (GBR) (11) V 215-208 | Taipei Cinese (TPE) (3) V 216 (28)-216 (26) | Cina (CHN) (7) P 207-208  | Giappone (JPN) (5) P 207-209 | 4ª              |

## Triathlon
Maschile
| Atleta                | Evento   | Nuoto  | Trans. 1 | Ciclismo | Trans. 2 | Corsa  | Totale    | Classifica |
| --------------------- | -------- | ------ | -------- | -------- | -------- | ------ | --------- | ---------- |
| Aleksandr Brjuchankov | Maschile | 17'22" | 0'40"    | 58'51"   | 0'32"    | 30'10" | 1h 47'35" | 7º         |
| Dmitrij Poljanskij    | Maschile | 17'14" | 0'38"    | 1'00'35" | 0'29"    | 30'28" | 1h 49'24" | 21º        |
| Ivan Vasil'ev         | Maschile | 17'03" | 0'46"    | 59'04"   | 0'28"    | 31'22" | 1h 47'35" | 13º        |

Femminile
| Atleta                | Evento    | Nuoto  | Trans. 1 | Ciclismo  | Trans. 2 | Corsa  | Totale    | Classifica |
| --------------------- | --------- | ------ | -------- | --------- | -------- | ------ | --------- | ---------- |
| Irina Abysova         | Femminile | 19'20" | 0'46"    | 1h 05'34" | 0'31"    | 35'41" | 2h 01'52" | 13ª        |
| Aleksandra Razarёnova | Femminile | 19'47" | 0'51"    | 1h 10'36" | 0'30"    | 37'27" | 2h 09'11" | 47ª        |

## Vela
Maschile
| Atleta                               | Evento | Regata | Regata | Regata | Regata | Regata | Regata | Regata | Regata | Regata | Regata | Regata | Punteggio Totale | Punteggio Netto | Classifica |
| Atleta                               | Evento | 1      | 2      | 3      | 4      | 5      | 6      | 7      | 8      | 9      | 10     | M      | Punteggio Totale | Punteggio Netto | Classifica |
| ------------------------------------ | ------ | ------ | ------ | ------ | ------ | ------ | ------ | ------ | ------ | ------ | ------ | ------ | ---------------- | --------------- | ---------- |
| Dmitrij Poliščuk                     | RS:X   | 17     | 5      | 19     | 24     | 27     | 6      | 15     | 26     | 39 DNF | 28     | EL     | 206              | 167             | 20º        |
| Igor' Lisovenko                      | Laser  | 28     | 40     | 36     | 22     | 24     | 19     | 25     | 16     | 28     | 33     | EL     | 271              | 231             | 27º        |
| Eduard Skornjakov                    | Finn   | 13     | 8      | 22     | 15     | 19     | 21     | 16     | 16     | 22     | 22     | EL     | 175              | 153             | 17º        |
| Maksim Šeremet'ev Michail Šeremet'ev | 470    | 21     | 18     | 14     | 13     | 5      | 20     | 4      | 25     | 18     | 17     | EL     | 155              | 130             | 17°        |

Femminile
| Atleta          | Evento       | Regata | Regata | Regata | Regata | Regata | Regata | Regata | Regata | Regata | Regata | Regata | Punteggio Totale | Punteggio Netto | Classifica |
| Atleta          | Evento       | 1      | 2      | 3      | 4      | 5      | 6      | 7      | 8      | 9      | 10     | M      | Punteggio Totale | Punteggio Netto | Classifica |
| --------------- | ------------ | ------ | ------ | ------ | ------ | ------ | ------ | ------ | ------ | ------ | ------ | ------ | ---------------- | --------------- | ---------- |
| Tat'jana Bazjuk | RS:X         | 27 RAF | 25     | 27 DNF | 16     | 24     | 23     | 24     | 22     | 23     | 24     | EL     | 235              | 208             | 25ª        |
| Svetlana Šnitko | Laser Radial | 37     | 31     | 35     | 35     | 37     | 18     | 31     | 30     | 25     | 38     | EL     | 317              | 279             | 34ª        |

Match racing
| Atleta                                       | Evento     | Round robin | Round robin | Round robin | Round robin | Round robin | Round robin | Round robin | Round robin | Round robin | Round robin | Round robin | Classifica | Eliminazioni          | Eliminazioni   | Eliminazioni      | Classifica |
| Atleta                                       | Evento     | SWE         | NED         | DEN         | ESP         | POR         | AUS         | USA         | GBR         | FIN         | FRA         | NZL         | Classifica | Quarti                | Semif.         | Finale            | Classifica |
| -------------------------------------------- | ---------- | ----------- | ----------- | ----------- | ----------- | ----------- | ----------- | ----------- | ----------- | ----------- | ----------- | ----------- | ---------- | --------------------- | -------------- | ----------------- | ---------- |
| Elena Oblova Ekaterina Skudina Elena Sjuzeva | Elliott 6m | V 1-0       | V 1-0       | V 1-0       | V 1-0       | V 1-0       | P 0-1       | V 1-0       | V 1-0       | V 1-0       | P 0-1       | V 1-0       | 2ª Q       | Gran Bretagna V (3-2) | Spagna P (1-2) | Finlandia P (1-3) | 4ª         |